# Binghöhle

Ignaz Bing

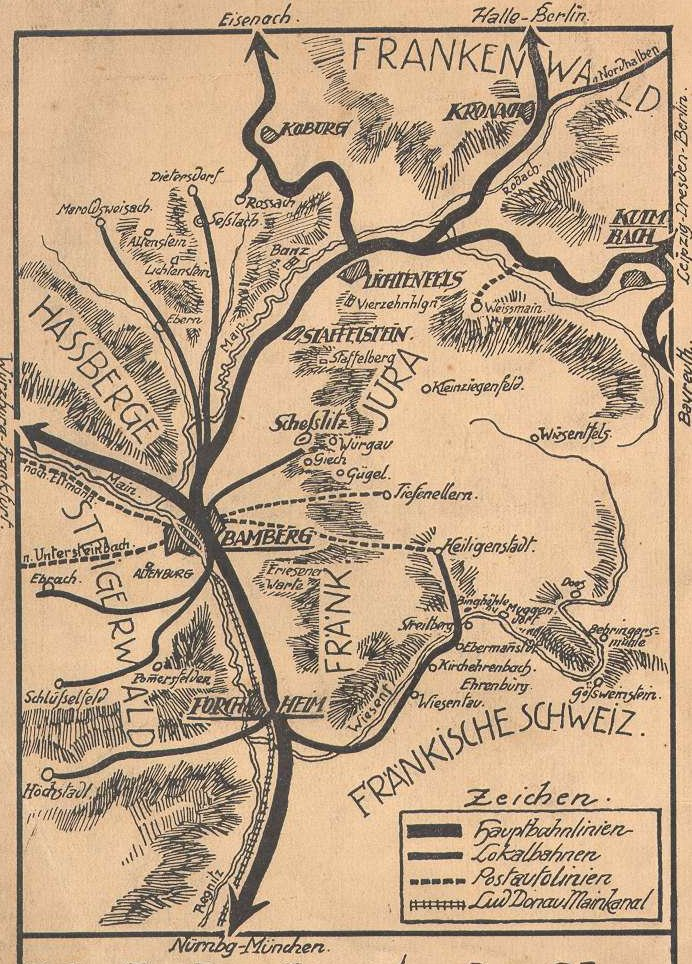
Verkehrskarte des westlichen und mittleren Oberfranken aus dem Jahr 1912 mit der Binghöhle

Die Binghöhle ist eine natürliche Karsthöhle bei Streitberg, einem Ortsteil der oberfränkischen Gemeinde Wiesenttal im Landkreis Forchheim (Bayern). Die Höhle reicht im Frankendolomit des Malm Beta bis zu 60 m unter die Erdoberfläche und erstreckt sich als einzige der fränkischen Höhlen in geschichtetem Kalkstein. Sie stellt eine heute trockenliegende Flusshöhle dar, die einstmals von einem Zubringer der damals höher fließenden Wiesent durchflossen wurde.
Die Binghöhle gehört zur Erlebniswelt Jurahöhle. Sie wurde 1905 von dem Unternehmer Ignaz Bing aus Nürnberg entdeckt, nach dem sie auch benannt ist, und wird seit 1906 als Schauhöhle geführt. Da ein Gang durch die Binghöhle in unmittelbarer Nähe die verschiedensten Tropfsteinformationen zeigt, wird die Bezeichnung Tropfstein-Galeriehöhle verwendet.

## Geographie
Die Tropfsteinhöhle liegt in der Fränkischen Schweiz am südwestlichen Steilhang des Schauertals, das von Norden her ins Wiesenttal mündet. Die Höhenlage beträgt 375 m ü. NHN, die Höhle erstreckt sich etwa 60 m oberhalb der Gemeinde. Bis zum Eingang sind es 375 m in westnordwestlicher Richtung von der Kirche von Streitberg aus. Die Höhle im Städtedreieck von Nürnberg, Bayreuth und Bamberg ist über die B 470, die von Forchheim nach Pegnitz führt, zu erreichen.

## Geschichte
Von der Binghöhle war ursprünglich eine Länge von etwa 230 m bekannt. 1936 wurden weitere 70 m Ganglänge entdeckt und der heutige Ausgang gebaut.

### Entdeckung und Erschließung

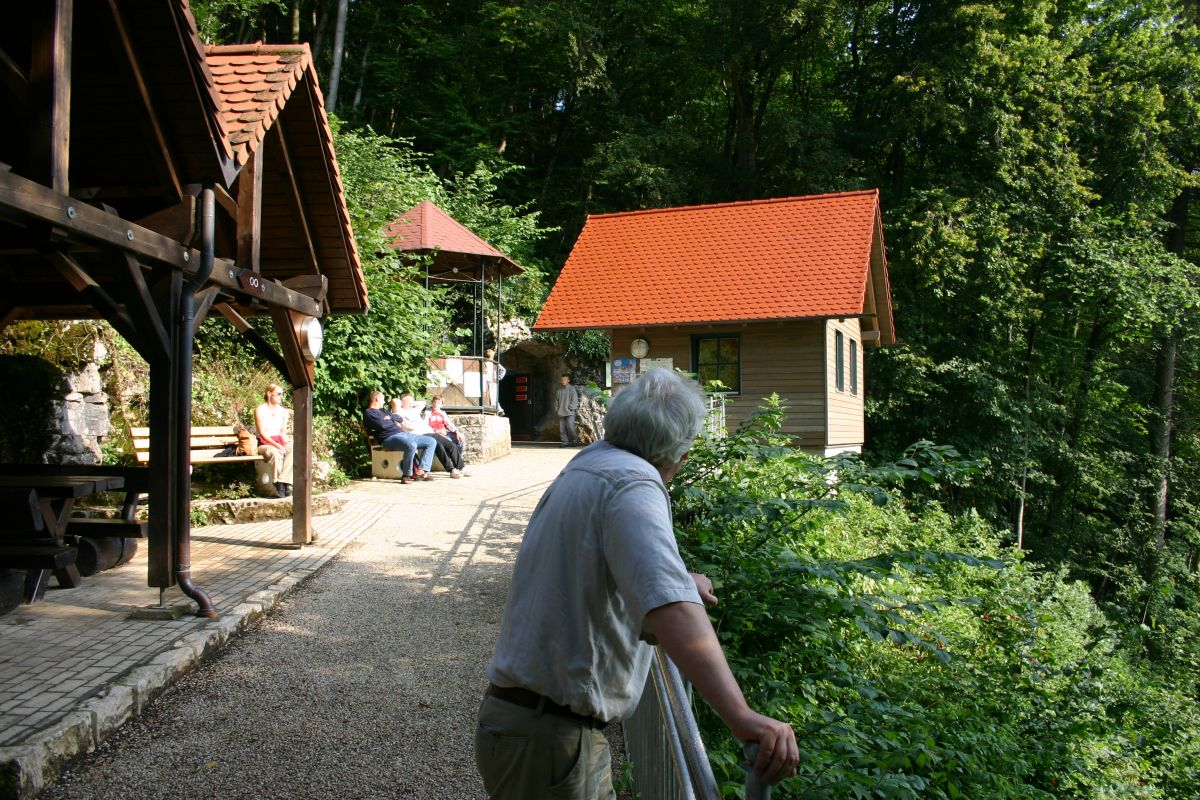
Außenbereich der Höhle

Der Kommerzienrat Ignaz Bing, Besitzer der Nürnberger Bing-Werke, erwarb im Jahre 1899 von der Witwe Fürst eine Villa in Streitberg, das er von früheren Kuraufenthalten her kannte. Eine Leidenschaft von Bing war das Graben nach Altertümern in den verschiedenen Höhlen der Umgebung.
Von seinem Nachbarn Braungart wurde Bing auf einige Felsspalten am Hang oberhalb der Villa Marie hingewiesen. Mit dem Einverständnis des Försters, der diese Fuchs- und Dachslöcher in seinem Revier kannte, ließ Bing ab Juli 1905 in einer dieser Felsspalten graben.
In einer Felsnische, die als „Grotte im Petersholz“ bezeichnet wurde und der Familie Braungart gehörte, kamen bei den Grabungen alsbald fossile Knochen und prähistorische Scherben zum Vorschein. Zunächst wurde ein 30 m langer Gang untersucht, wobei bis zu 1,8 m hohe Sedimente ausgegraben wurden. In seiner Villa bewahrte Bing diese auf, nachdem er sie sorgfältig beschriftet und auf Papptafeln montiert hatte. Bei den Grabungen wurde bald ein begehbarer Raum erschlossen. Über diesen Fund berichtete der Wiesent-Bote, die Lokalzeitung der Fränkischen Schweiz, am 10. August 1905:
„Ebermannstadt, 9. Aug. In der Waldung des Gutsbesitzers Braungart in Streitberg entdeckte Herr Kommerzienrat Bing von Nürnberg, welcher dort eine Villa besitzt und während seines Aufenthaltes häufig Grabungen nach prähistorischen Funden vornehmen läßt, vor einigen Tagen eine Höhle. Fast täglich werden Grabungen in derselben vorgenommen, und man hofft, dieselbe bald dem Besuche eröffnen zu können. Verschiedene Versteinerungen u. Knochengebilde wurden bis jetzt gefunden.“
Die Höhle ging ein paar Tage später in den Besitz von Bing über. Am 18. August berichtete die Zeitung:
„Streitberg, 16. Aug. In der von Hrn. Kommerzienrat Bing aus Nürnberg entdeckten und in dessen Besitz übergegangenen Tropfsteinhöhle wurden neue Abteilungen von großer Ausdehnung eröffnet, in welchen sich Tropfsteinbildungen von märchenhafter Schönheit vorfinden. Die Höhle selbst liegt nur 5 Minuten von Streitberg entfernt an einem waldigen Abhang des romantischen Schauertales und kann schon heute als eine der interessantesten und schönsten Höhlen der Fränkischen Schweiz bezeichnet werden. Es wird damit für Streitberg ein hervorragender Anziehungspunkt geschaffen, welcher für die Entwicklung dieses Kurortes selbst eine große Bedeutung haben dürfte.“
Zusätzliche Informationen über die Erschließung der Höhle liefert ein weiterer Bericht im Wiesent-Boten:
„Streitberg, 13. Sept. (Instandsetzungsarbeiten) Die von dem Großindustriellen Herrn Kommerzienrat Bing aus Nürnberg unweit Streitberg entdeckte und käuflich erworbene Höhle wird wahrscheinlich den Namen ihres Besitzers erhalten. Die Arbeiten an derselben werden jetzt und wahrscheinlich auch während des Winters fortgesetzt werden, damit bei Beginn der nächstjährigen Saison die Höhle dem Besuch unterstellt werden kann. Nach dem Ergebnis der bisherigen Forschungen zu schließen, dürfte diese Höhle allen anderen Höhlen der hießigen Gegend an Sehenswürdigkeiten übertreffen und einen weiteren Anziehungspunkt der ohnedies an Naturschönheiten reichgesegneten fränkischen Schweiz bilden. Unter den verschiedenen Versteinerungen hat man auch einzelne sehr schöne Tellinarien gefunden.“

### Weitere Erschließung

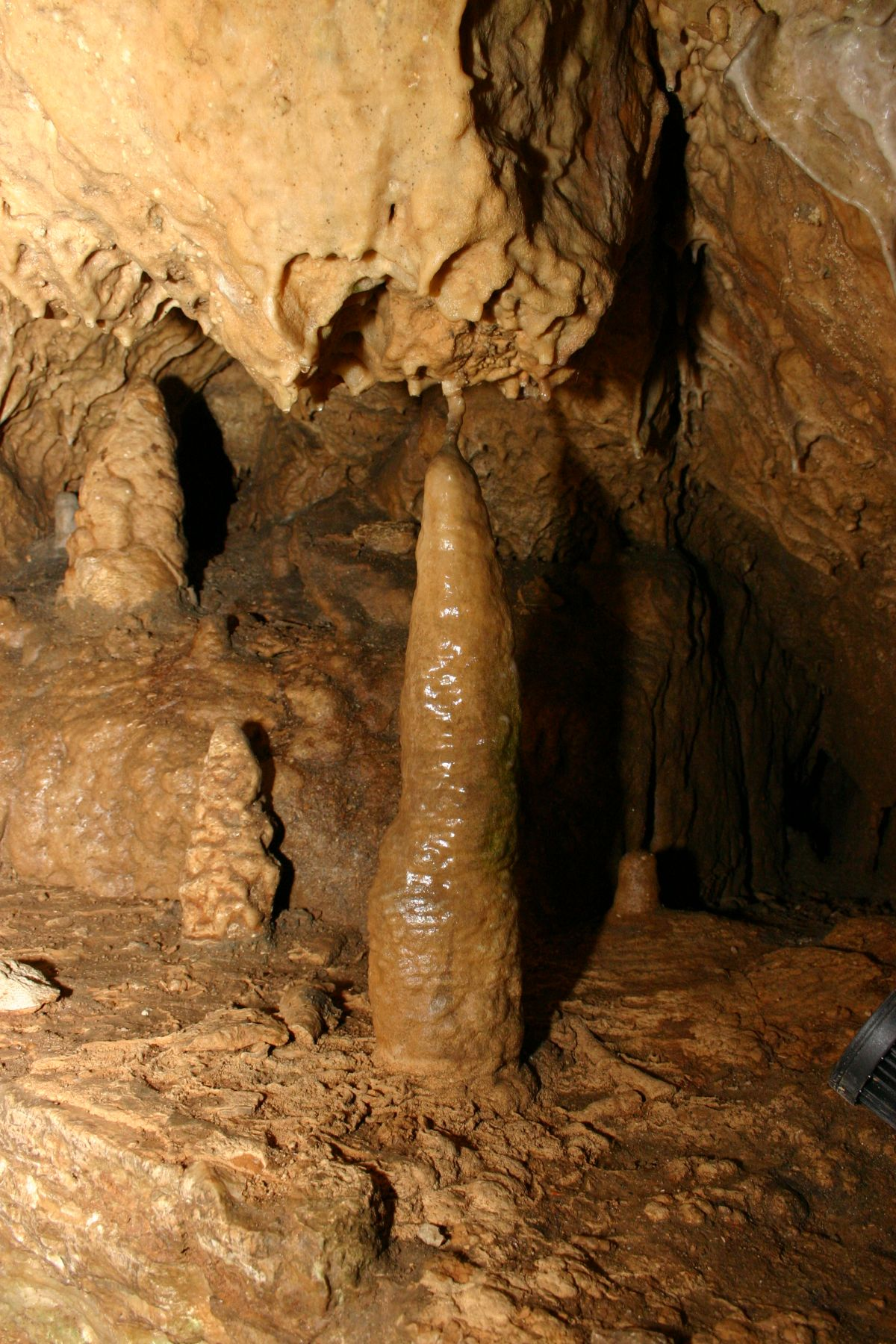
Stalagmit im Höhlenlehm

Durch Sprengarbeiten konnte am Ende des ersten Höhlenteils eine feste Sinterschicht beseitigt und so eine Fortsetzung geschaffen werden. Dieser neue Höhlenteil mit einer Länge von etwa 50 m endete wiederum an einer Verfüllung. Dieser Höhlenteil, die heutige Tropfsteingalerie, war sehr niedrig, so dass man an den meisten Stellen nur schwer hindurchschlüpfen konnte. In vier Monaten schwerer Arbeit wurde ein schmaler Gang angelegt, wobei die mächtige Sinterschicht durchbrochen werden musste.
Am Ende dieses Abschnittes wurde seitlich, nahe bei der Höhlendecke, eine kleine, etwa 1½ m lange enge Öffnung im Felsen entdeckt. Durch diese Öffnung war es möglich, den dahinterliegenden Raum auf einige Meter Tiefe auszuleuchten. Man konnte feststellen, dass sich die Höhle dahinter fortsetzte, nachdem eine brennende Kerze einen schwachen Luftzug anzeigte. Für einen Erwachsenen war das Loch jedoch viel zu eng, und da Sprengungen ausgeschlossen waren, war es vorerst nicht möglich, die Öffnung zu erweitern. Am 31. Oktober erklärte sich schließlich der 13-jährige Konrad Braungart bereit, durch den Spalt zu kriechen. Er berichtete nach einer Weile, dass sich jenseits des kleinen Felsdurchganges noch eine weitere große Höhle befinde.
Um Tropfsteine im Deckenbereich nicht zu beschädigen, ging man in die Tiefe unter den hier niedergebrochenen Fels. Man folgte zunächst einer mit Höhlenlehm gefüllten Spalte und durchschlug eine den Höhlenboden bildende 2 m dicke Sinterdecke, die einst durch einen Höhlensee gebildet worden war. So wurde ein künstlicher Durchgang geschaffen zum Vorraum des neuen Höhlenteils, den man zum großen Teil aufrecht durchschreiten konnte. Dieser Höhlenteil endete in der Kristallgrotte, später Prinz-Ludwig-Grotte genannt. Ein vor dieser Grotte liegender Höhlensee, der die ganze Höhlenbreite einnahm, wurde mit einem Steg überbrückt.
Über diese neu entdeckten Höhlenbereiche berichtete der Wiesent-Bote:

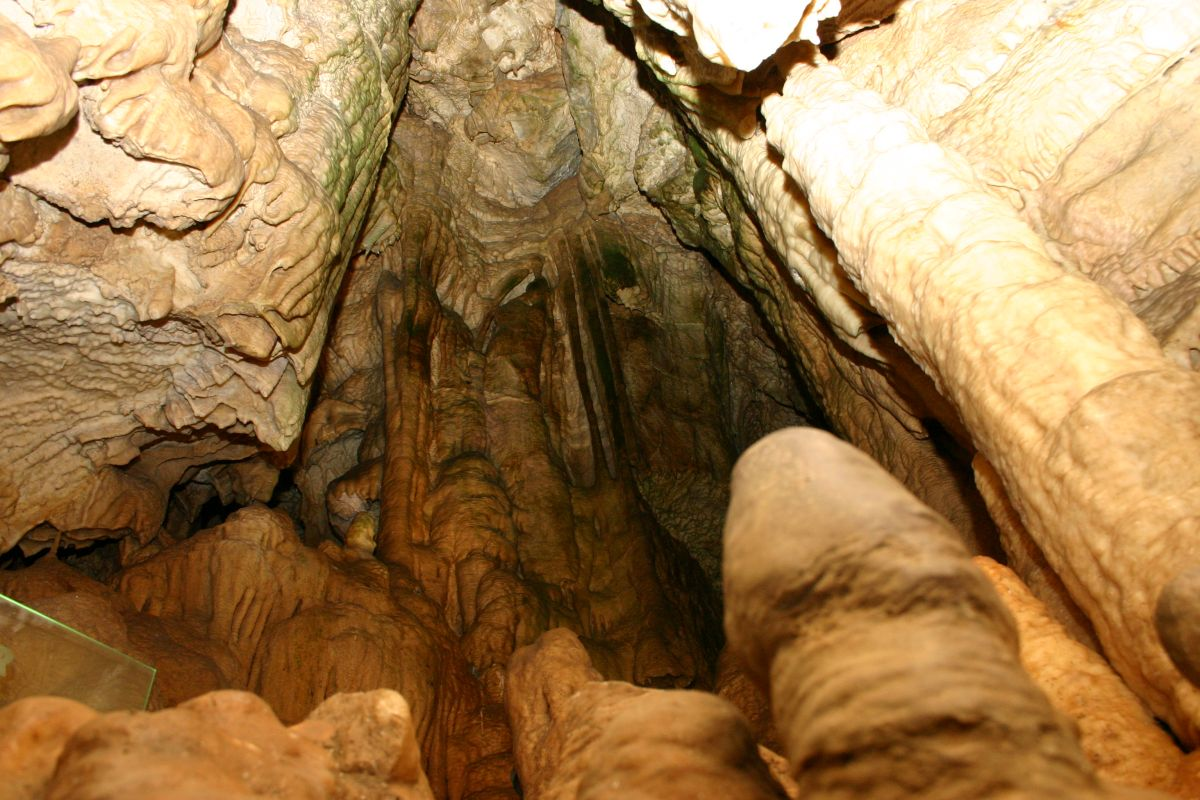
Altar

„Streitberg, 2. Novbr. (Großartiger Höhlenfund.) Wohl Niemand hatte bisher geglaubt, daß die fränkische Schweiz in sich noch Höhlen unentdeckt berge, wie eine solche vorgestern neuerdings im Schauertale bei Streitberg entdeckt wurde und die an Schönheit, Form und Größe alle bisherigen Höhlen der fränkischen Schweiz übertrifft. Bereits vor einigen Monaten hatte Kommerzienrat Bing von Nürnberg, der sich hier niedergelassen hat, eine Höhle mit prächtigen Gebilden entdeckt, in der in letzter Zeit fleißig gearbeitet wurde, um sie der Allgemeinheit zugänglich zu machen. Vorgestern stießen nun die Arbeiter unvermutet auf eine noch weit größere und an Naturschönheiten viel prächtigere Höhle, als die erste und die bisherigen Höhlen. Sie ist ca. 180 m lang und 40 bis 80 m breit. Die überaus reichlich und sehr verschiedenartig vorhandenen Tropfsteingebilde wie Säulen, Pfeiler, Gardinen, Figuren an Wänden und Decken sind von blendend weißer Farbe, glänzend wie Kristall und geben hellen Klang. Das Ende dieser Höhle schließt ein mehrere Meter großes Wasserbassin ab, das dem ganzen noch einen besonderen Reiz verleiht. Durch diese Entdeckung ist unser Ort um eine unschätzbare Sehenswürdigkeit reicher geworden.“
Christian Kellermann, Rektor in Nürnberg, fasste die Vorgänge über die Entdeckung und Erschließung in einen ausführlichen Bericht, der in mehreren Zeitungen im November 1905 erschienen ist, zusammen:
„Auf die Idee, daß hinter der unscheinbaren Felsspalte im Petersholz etwas Größeres stecken könnte, kam Bing wohl durch die Erzählungen des Jagdpächters, daß dessen Hund gelegentlich für längere Zeit dort verschwunden seien. So beschloß er, als die ersten 30 m der Höhle ausgegraben waren und keine Funde mehr kamen, am Ende des Ganges die dort anstehende Sinterdecke durchbrechen und den darunter befindlichen Höhlenlehm ausräumen zu lassen, und man gelangte so in den Teil, der heute als ,Tropfstein-Galerie' gezeigt wird. Der Durchgang ist in die alte Höhlenfüllung eingetieft, so daß man den reichen Sinterschmuck, auf Augenhöhe' betrachten kann. Nach 40 m schien auch dieser Gang wieder zu enden; doch nahm man unter der Decke eine enge Öffnung wahr. Da von den Erwachsenen keiner hindurchpaßte, ließ sich – am 31. Oktober – der 13-jährige Konrad Braungart überreden, hindurchzuschlüpfen, blieb lange aus und berichtete so begeistert von den nachfolgenden Räumen, daß wiederum ein Felsdurchbruch gewagt wurde, der auch in einen weiterführenden, nun hohen Spaltengang mündete. Der Charakter der Höhle ändert sich gegenüber dem ersten Teil vollständig, indem hier hohe Spaltengänge vorherrschen, die aber stellenweise auch reich mit Sinterformen geziert sind. An einem kleinen See mit einer darüberliegenden prächtigen Tropfsteinkammer endete dieser dritte, 180 m lange Höhlenteil.“

### 1906–1916 Erste Jahre als Schauhöhle

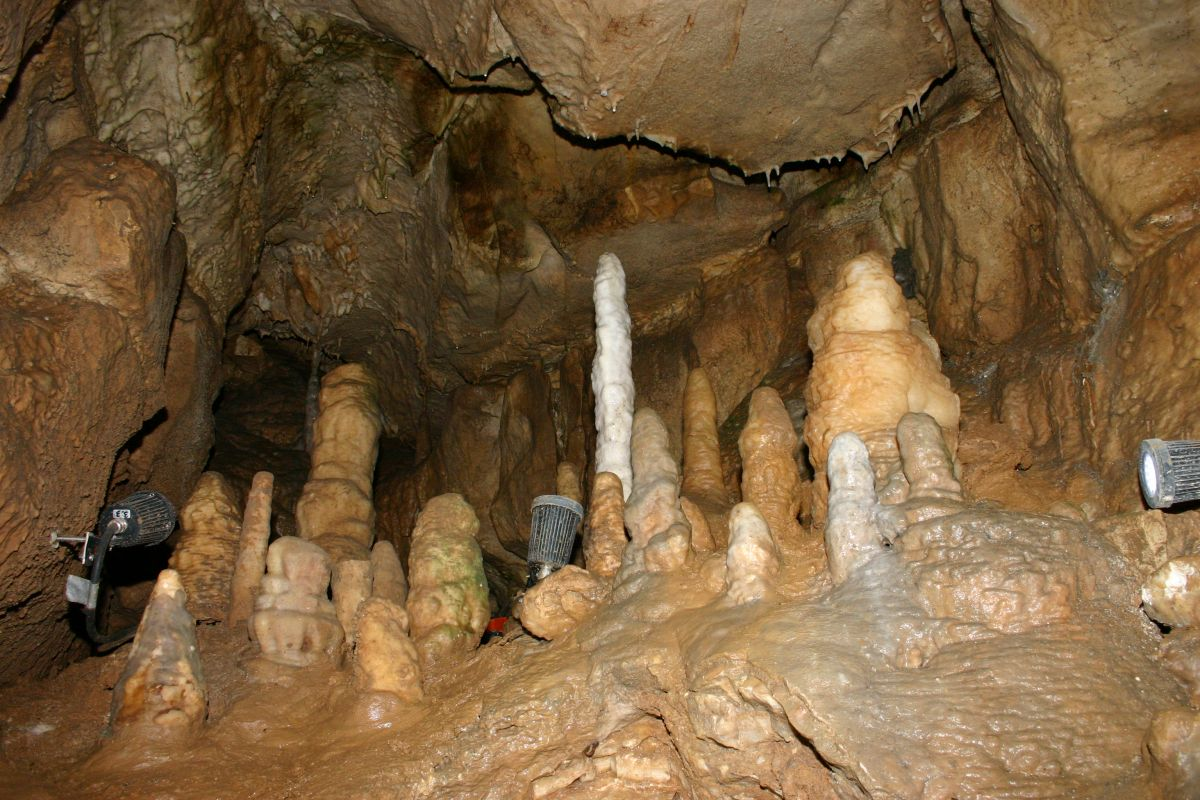
Stalagmiten in der Kellermannsgrotte

Die Höhle wurde während des Winters 1905/1906 für Besucher ausgebaut, und im Frühjahr 1906 begann der Führungsbetrieb. Als Höhlenaufseher wurde Bings bewährter Grabungshelfer Konrad Arndt eingesetzt. Seine höhlenbegeisterte Nichte Olga Hirsch wirkte gelegentlich als Führerin mit. Ein Raum der Höhle wurde nach ihr benannt. Eine kostenlose Broschüre mit Fotos, die an die Besucher ausgegeben wurde, erschien Ende Februar. Im ersten Jahr wurden über 7000 Höhlenbesucher mit Hilfe von Acetylenlicht (Karbidlampen) durch die Höhle geführt. Für das nächste Frühjahr plante aber Bing schon eine elektrische Beleuchtung, die dann auch im Winter 1907/1908 installiert wurde. Der dazu benötigte Gleichstromgenerator und die Pufferbatterie wurden in einem dazu beim Höhleneingang erbauten Maschinenhaus untergebracht.
Die Nachbargemeinde Muggendorf sah sich mit ihrer Rosenmüllerhöhle in ihrer touristischen Anziehungskraft plötzlich überflügelt und warb mit einer Serie von Anzeigen, die in ein- bis dreiwöchigem Abstand, insgesamt 16-mal, während des Sommers 1906 im Wiesent-Boten erschien, für einen Besuch ihrer Höhle.
1909 lief im Nürnberger Kinematographen-Salon Noris-Theater ein Film über die Binghöhle. Die Höhle wurde daraufhin die größte Attraktion der Gegend. Der Wiesent-Bote berichtete immer wieder, dass Vereine und Gruppen ihren Ausflug in die Fränkische Schweiz mit einem Besuch der Binghöhle krönten.
Bei jeder größeren Veranstaltung in der Region Nürnberg stand ein Besuch der Binghöhle auf dem Programm. In solchen Fällen pflegte der Besitzer persönlich zu führen und den Teilnehmern anschließend in seiner Villa ein Frühstück zu reichen. Die Delegierten des Verbandes der bayerischen Geschichts- und Urgeschichtsvereine waren im Sommer 1907 zu Gast. Im Juni 1908 besuchte Prinz Ludwig, der spätere König Ludwig III., mit Familie und Gefolge Streitberg und die Binghöhle. Die prachtvolle Prinz-Ludwig-Grotte wurde nach ihm benannt. Die Teilnehmer des 44. Deutschen Anthropologentages besuchten im August 1913 die Höhle. Im Juni 1914 beehrte Kronprinz Rupprecht von Bayern die Binghöhle mit seinem Besuch.
Die Höhle wurde aber nicht nur von Majestäten besucht, sondern auch die Mitbürger erfreuten sich der Aufmerksamkeit des Kommerzienrates. In den Jahren 1910 und 1911 war die Höhle an mehreren Sonntagen im November und Dezember für die Bewohner der Fränkischen Schweiz bei freiem Eintritt geöffnet. Während des Ersten Weltkriegs, im September 1914, lud Bing Verwundete ein, die im Distriktskrankenhaus in Ebermannstadt untergebracht waren. Dies wiederholte sich während des Krieges noch mehrfach. 1916 und 1917 konnten auch Teilnehmer der Kinderferienkolonie Heiligenstadt kostenlos die Höhle besuchen. Bis zum heutigen Tag haben die Einwohner von Streitberg das Recht auf freien Eintritt.

### Forschungsarbeiten 1913–14

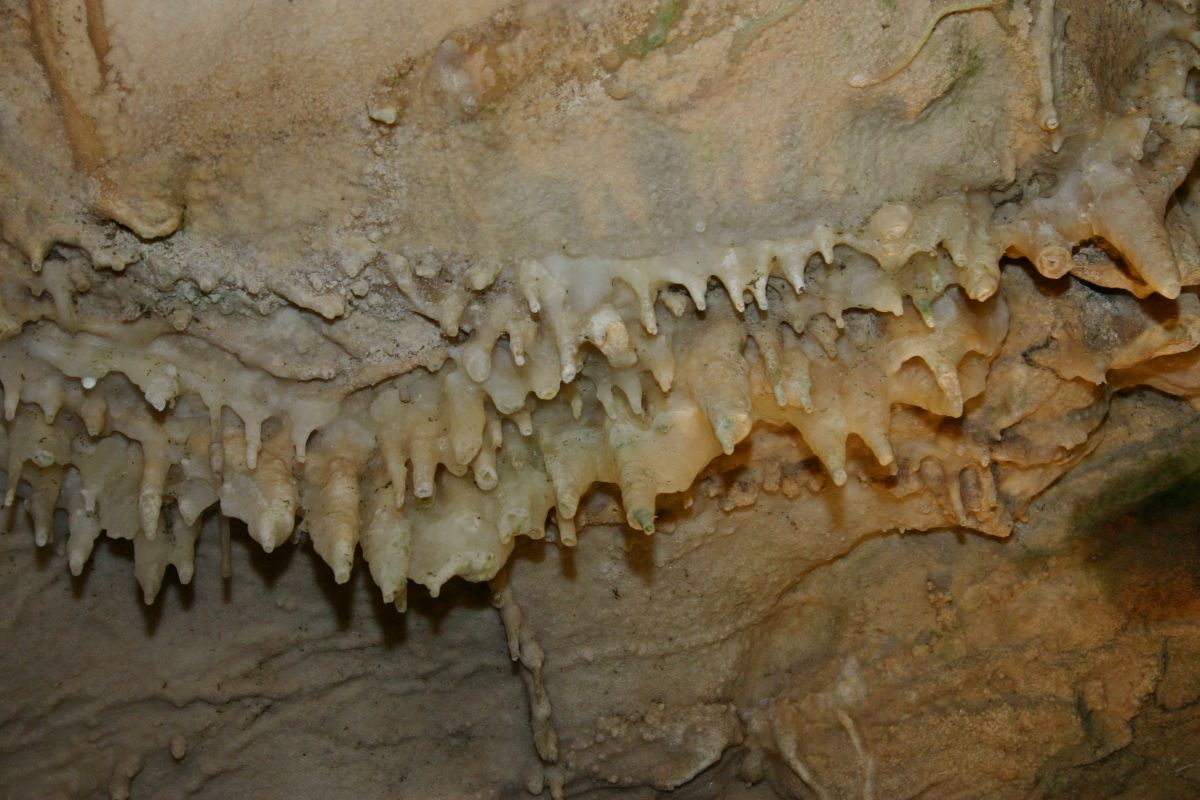
Sinterröhrchen

Bing suchte auch nach der Fortsetzung der Höhle. Er ließ im Winter 1913/14 in der Prinz-Ludwig-Grotte eine Sinterdecke durchschlagen. Am Höhlenende entstand so ein kleiner Schacht, der in eine Geröllschicht abgeteuft wurde. In Gangrichtung wurde ein 12 m langer Stollen vorangetrieben. Dann grub man wieder nach oben, wo man nach dem Durchbrechen einer Sinterdecke in einen 30 m langen, niedrigen, tonnengewölbten und tropfsteinverzierten Raum gelangte. An diesem Ende befanden sich verfüllte Spalten, und es wurde ein Schlot nach oben bemerkt. Darüber meldete der Wiesent-Bote im Dezember 1913:
„Es besteht seit langem die Vermutung, daß die berühmte Binghöhle mit ihrem gegenwärtigen Abschlusse nicht ihr Ende erreicht hat. Herr Geh. Kommerzienrat Bing läßt nun gegenwärtig Arbeiten in dieser Hinsicht ausführen […]“
Im Frühjahr 1914 folgte dann die Erfolgsmeldung:
„Nachdem das wunderbare Schlußbild der Höhle nicht zerstört werden durfte, wurde seitlich mit vieler Mühe ein unterirdischer Stollen gegraben, der auch tatsächlich zu einem Innenraum führte, welcher eine Länge von über 50 m zeigt und noch weitere Aufschluß-Möglichkeiten bietet.“
Die weiteren Forschungsarbeiten wurden durch den im August 1914 ausbrechenden Weltkrieg unterbunden. Am 24. März 1918 starb Ignaz Bing im Alter von 78 Jahren. Mit seinem Testament bedachte er die Gemeinde Streitberg mit einer wohlausgestatteten Schulbücherei als großzügiger Stiftung. Bing selbst gab wenige Jahre vor seinem Tod in seinem Tagebuch im Jahre 1915 eine Betrachtung zu der von ihm entdeckten Höhle:
„Die von mir entdeckte und erschlossene Bing-Höhle bildet für den Franken-Jura das hervorragendste Naturwunder, zu dem alljährlich Tausende wandern, um sich daran zu erfreuen und zu erheben. Der Besitz der Höhle ist ein unveräusserlicher, und in gewissem Sinne ein unvergänglicher. Er wird meinen Namen noch den fernen Geschlechtern überliefern […]“

### 1919–1932

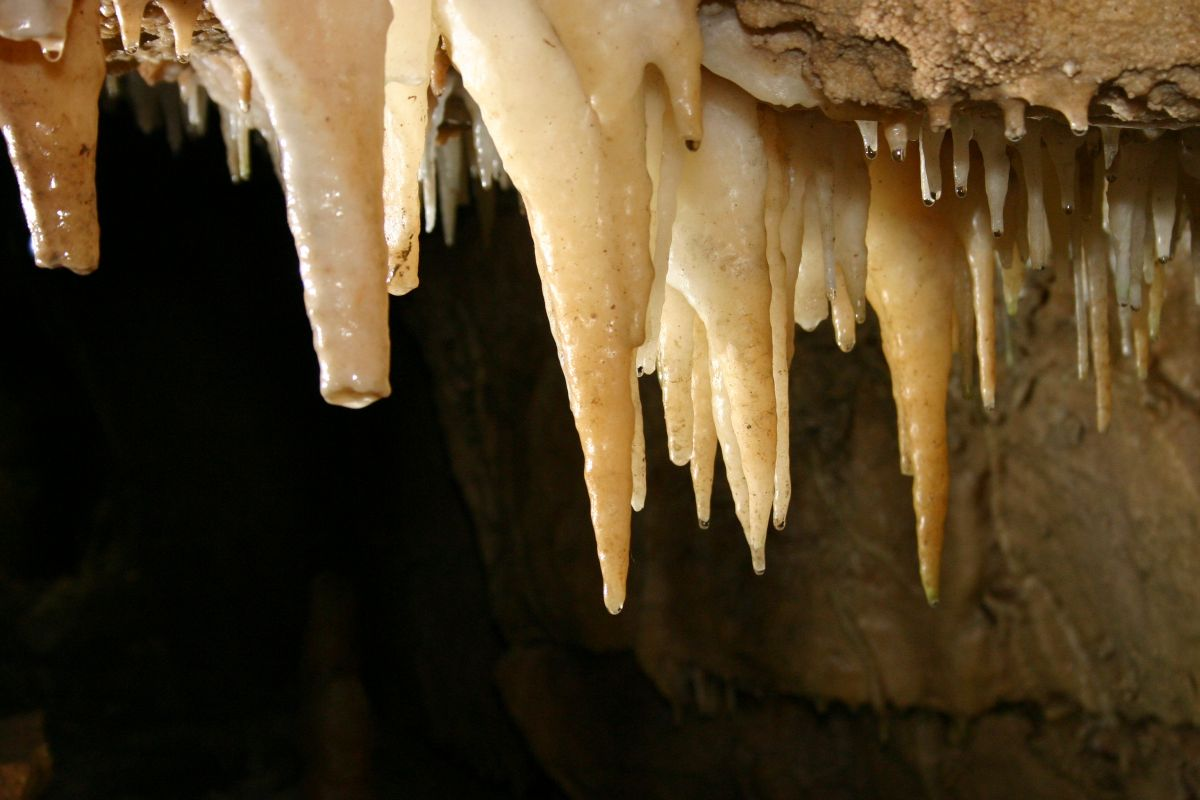
Stalaktiten und Sinterröhrchen

1919, elf Monate nach dem Tod von Ignaz Bing starb auch seine Gattin Ida. Das Erbe der Höhle traten seine sechs Kinder an. Sie ließen die Höhle von Ludwig Bergen in Nürnberg verwalten, der 1922 dem gegründeten Hauptverband deutscher Höhlenforscher mit der Binghöhle als Schauhöhlenbetrieb beitrat. Die Höhle war während der Inflationszeit 1923 nur noch am Samstagnachmittag und an den Sonn- und Feiertagen geöffnet. In den späteren 1920er Jahren wurden die Besuche der Höhle wieder zahlreicher. 1928 wechselte die Gemeinde Streitberg von der instabilen eigenen Stromversorgung zum Elektrizitätswerk Ebermannstadt. Daraufhin wurde auch die Binghöhle an das Netz angeschlossen. Das bis dahin betriebene Aggregat wurde aufgegeben. 1929 zog in das freigewordene Maschinenhaus ein Kiosk ein, der neben Ansichtskarten auch Getränke und Erfrischungen anbot, was das Missfallen der ortsansässigen Gastwirte hervorrief. Deswegen wollte die Gemeinde zunächst die Genehmigung verweigern. Als Pächter bewarb sich allerdings ein Invalide, für den der Kiosk eine gewisse Existenz bot, worauf das Bezirksamt Ebermannstadt die Konzession erteilte.
Im Jahr 1930 gedachte der Heimatschriftsteller August Sieghardt (Redakteur in Grassau am Chiemsee) in zahlreichen begeisterten Zeitschriftenartikeln des Erschließers Bing. Er pries ihn ob seiner Verdienste für die Fränkische Schweiz. Im August 1931 bildete der Besuch der Höhle noch einmal ein Glanzlicht bei der Tagung der deutschen Höhlenforscher in Nürnberg, obwohl die Weltwirtschaftskrise schon ihre Schatten auf das gesellschaftliche Leben warf. Die versammelten Wissenschaftler wurden bei einer Exkursion nach Streitberg mit einem glänzenden Empfang wie in alten Zeiten von der Familie Bing bewirtet. Darüber berichtete Sieghardt:

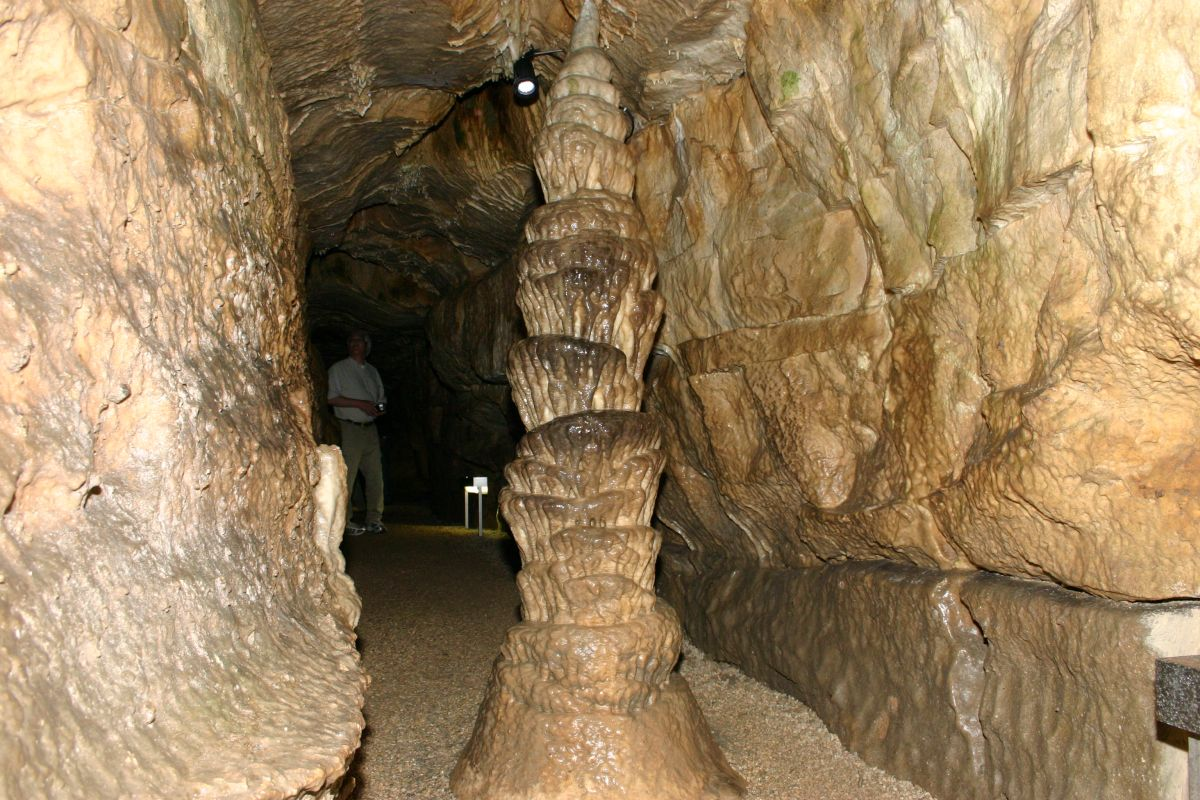
Riesensäule

„Die in der Höhle angebrachte Gedächtnistafel für den Entdecker und einstigen Besitzer der Binghöhle, den verstorbenen Streitberger Ehrenbürger Geh. Kommerzienrat Ignatz Bing, war mit einem Lorbeerkranz geschmückt. Nach der Besichtigung wurde den Höhlenfahrern von der Binghöhlenverwaltung ein Imbiß gereicht. […]“
Der von Anbeginn bei der Erschließung und der Betreuung der Höhle tätige Konrad Arndt wurde mit der Bronzeplakette des Hauptverbandes deutscher Höhlenforscher ausgezeichnet.
Im selben Jahr, 1931, wurden in der Teufelshöhle neue Schauräume entdeckt. Damit diese nicht so viele Besucher von der Binghöhle abzog, wurde zwischen den beiden Höhlenverwaltungen und dem Fränkische Schweiz-Verein e. V. (FSV) ein Abkommen geschlossen. Der Besuch beider Höhlen sollte mit ermäßigten Eintrittspreisen honoriert werden.
Streitberg wollte nicht hinter der Teufelshöhle und ihrer „Wundererde“ zurückstehen. Dem Höhlenlehm wurden gewisse heilkräftige Wirkungen nachgesagt, und die Betreiber der Teufelshöhle vermarkteten ihn als Höhlenfango. Die Gemeinde Streitberg suchte daraufhin ebenfalls nach der „Wundererde“. 1932 wurde die Firma Streitberger Höhlen-Heil-Fango gegründet. Diese bezog vorwiegend ihren Lehm aus anderen Höhlen, es wurde aber auch Material aus der Binghöhle verwendet.

### „Drittes Reich“

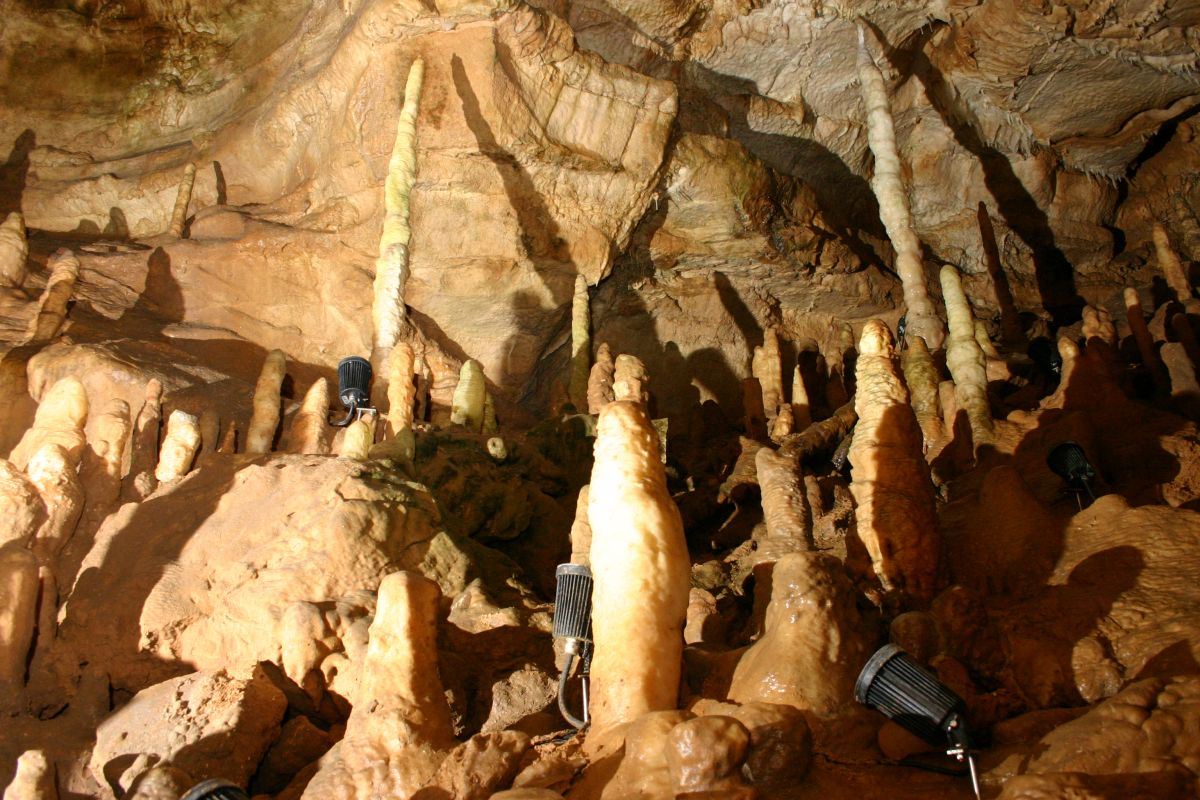
Kerzensaal

1933, nach der Machtergreifung der Nationalsozialisten, wurden alle jüdischen Geschäfte boykottiert. Daraufhin streckte auch die Gemeinde Streitberg ihre Hand nach der Höhle aus. Der Gemeinderat verwies auf die „kapitalistische Ausbeutungssucht“ der Bing-Erben und das Ausbleiben der „arischen“ Sommergäste. Das Bezirksamt und die Staatskanzlei unterstützten das Vorhaben mit der Drohung einer Beschlagnahmung oder Enteignung. Schließlich wurden die Bing-Erben zu Verhandlungen gezwungen. Zunächst wurde ein genehmer Verwalter eingesetzt. Im März 1935, nach einem Erlass des bayerischen Innenministeriums, fiel die Höhle als jüdischer Besitz bei der vom Staat verfügten Arisierung an die Gemeinde Streitberg. Sie wurde mit einem „Kaufvertrag“ vom 30. März 1935 gegen eine Zahlung von 39.000 Reichsmark übereignet. Um jegliche Erinnerung an die jüdischen Vorbesitzer, die Nachkommen des Entdeckers Ignaz Bing, zu tilgen, wurde die Höhle von da an nur noch als Streitberger Höhle bezeichnet. Anlässlich dieser Besitzübergabe äußerte August Sieghardt in verschiedenen Zeitungen im April 1935:
„[…] Daß der Hauptanziehungspunkt des Kurortes Streitberg und der ganzen westlichen Fränkischen Schweiz, die Streitberger Tropfsteinhöhle, ein jüdisches Unternehmen war, hat gar manchen deutschen Volksgenossen abgehalten, diese Höhle zu besuchen und auch in der Verkehrswerbung für Streitberg bildete dies oftmals ein Hemmnis. […] Die Vorliebe des Frankenführers für Streitberg ist den dortigen Parteigenossen der schönste Lohn für den Kampf, den sie jahrelang um die Befreiung Streitbergs von Fremdrassigen geführt haben.“
Bei der Gemeinde als neuer Besitzerin wurde nun der Forschungseifer geweckt. Es wurde nach einem zweiten Höhlenausgang gesucht, und man bemerkte auch den von Bing in der Prinz-Ludwig-Grotte vorangetriebenen Durchbruch. Der Bürgermeister wandte sich, da die Höhlenforschung nun unter staatlicher Kontrolle stand, Anfang 1936 an das Gaukulturamt Bayerische Ostmark, Abteilung Heimatpflege:
„Schließlich wird Sie interessieren, daß es uns gelungen ist am Ende der Höhle einen neuen Ausgang entdeckt zu haben, wodurch den Besuchern der zeitraubende Rückweg erspart bleiben würde, wenn der Ausgang passierbar wäre.“
Im März 1936 führte der Leiter der Gaustelle für Höhlenforschung, Helmuth Cramer, eine Vermessung der Höhle durch. Der Beginn der Arbeiten zog sich aber wegen verschiedener organisatorischer Hindernisse bis in den Winter 1936/1937 hin. Da der Führungsbetrieb im Sommer aufrechterhalten bleiben sollte, konnte man ohnehin nicht mit den Erschließungsarbeiten beginnen. Die Streitberger Hitler-Jugend, Jungen der 7. und 8. Schulklasse, mussten sich entlang des Hanges im Schauertal aufstellen, und innerhalb der Höhle wurden Klopfzeichen gegeben. Dadurch fand man im Hang des Schauertales die nächstgelegene und für einen Ausgang geeignete Stelle.
Man begann damit, den Durchbruch gangbar zu machen. Aus der Höhle mussten 120 m³ Erd- und Steinmassen entfernt werden. Am neuen Ausgang wurden etwa 400 m³ Erde bewegt. Diese Arbeiten wurden von zwölf Mann in 100 Tagschichten durchgeführt. Der neue Ausgang konnte am 13. April 1938 eingeweiht werden, was eine wesentliche Verbesserung für den Führungsbetrieb war. Bisher mussten die Besucher durch die Höhle zurückgehen, wobei es bei der Begegnung mit der nächsten Gruppe zum Gedränge kam. Die elektrische Beleuchtung wurde ebenfalls erneuert und die Vergitterung der Tropfsteine reduziert. Am Hang des Schauertales wurde zwischen dem Ausgang und dem Eingang der Höhle ein Fußweg angelegt. Die Fränkische Berg- und Wandersportzeitung berichtete am 17. Mai 1938 über die Erkundungs- und Erschließungsarbeiten:
„Es war für die Streitberger Hitler-Jugend eine Freude, bei der Suche nach dem vermutlichen Höhlenausgang mitwirken zu können. 120 Kubikmeter Erd- und Steinmassen mußten aus der Höhle entfernt werden. Die Erdbewegung am neuen Ausgang der Höhle betrug ca. 400 Kubikmeter. Diese Arbeiten wurden von 12 Mann in 100 Tagschichten geleistet.“

### 1945–1954 Besitzstreit
Nach dem Zweiten Weltkrieg setzte wieder ein verstärkter Höhlenbesuch ein. Dadurch konnte die Gemeinde Streitberg ihre Schulden aus dem Kauf der Höhle verringern. Für die Gemeinde war es im Juli 1946 ein Schock, als sie von den Rechtsanwälten der Bingschen Erben, gestützt auf das Rückerstattungsgesetz der amerikanischen Militärregierung, angefragt wurde, ob sie bereit sei, die Höhle freiwillig zurückzugeben oder die Bing-Erben entsprechend mit Geld zu entschädigen. So kam dann die Höhle im März 1947 mit allen Zugehörungen unter die Kontrolle des Landesamtes für Vermögensverwaltung und Wiedergutmachung. Dadurch fiel für die Gemeinde die Höhle als Einnahmequelle weg. Der gesamte Betrieb unterstand nun einem Treuhänder. Das Amt bot nach einer Vorstellung des Bürgermeisters der Gemeinde an, die Höhle zu pachten. Am 1. Juni 1947 begann das Pachtverhältnis und verschaffte der Gemeinde wieder eine gewisse Einnahme, so dass sie ihren Verpflichtungen wieder nachkommen konnte. Die Treuhänderschaft endete am 10. September 1950, und die Höhlenverwaltung ging wieder an die Gemeinde zurück.
Die Rückgabeforderung der Bing-Erben bestand aber noch immer. Es folgten vergebliche Verhandlungen vor einem Güteausschuss und der Wiedergutmachungskammer des Landgerichts Bayreuth. Nach zähem Ringen um die Forderungen beider Seiten fand am 14. Mai 1954 ein Ortsbesichtigungstermin statt. Man fand dabei einen Vergleich: Durch eine zusätzliche Zahlung der Gemeinde von 45.000 DM an die Bing-Erben wurde der Gemeinde endgültig das Eigentum an der Höhle zugesprochen.

### 1954–1996

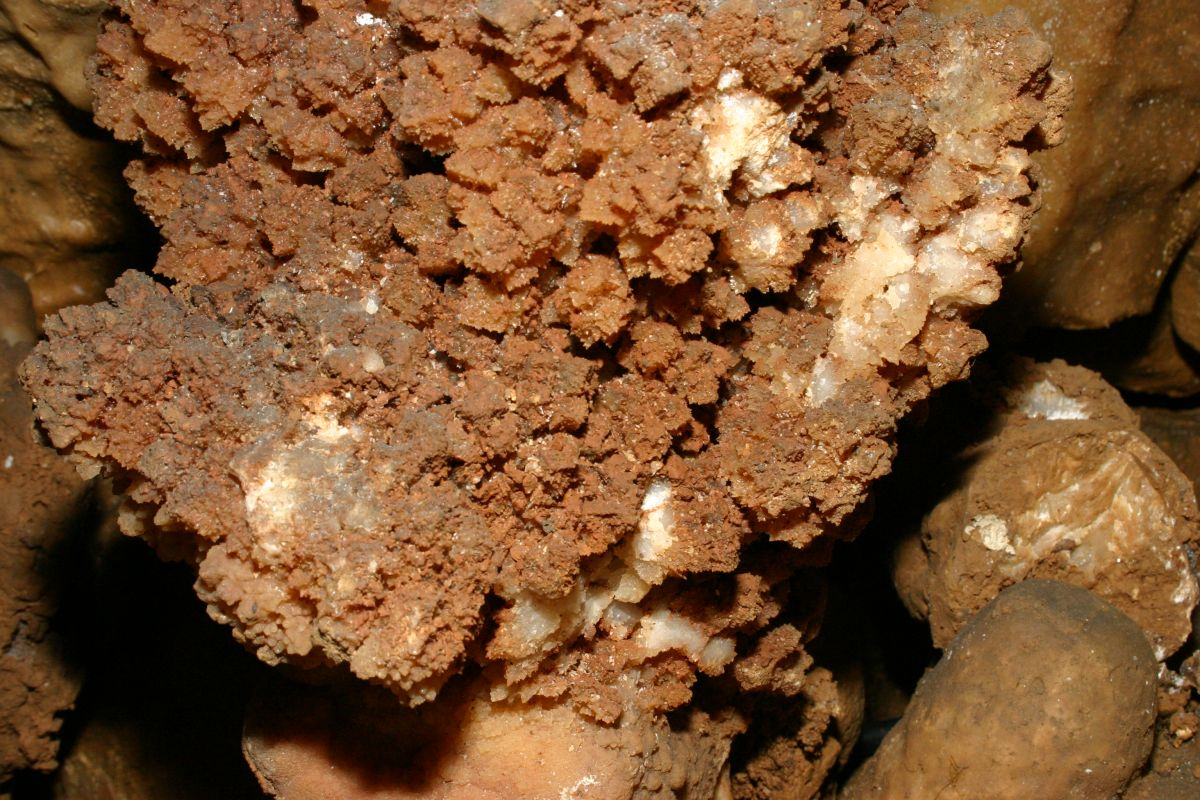
Calcitkristalle

Bis in die 1950er Jahre hinein wurde aus Gewohnheit von der Streitberger Höhle gesprochen. Es setzte sich aber immer mehr der überkommene Name Binghöhle wieder durch. Der Lehmabbau wurde auch wieder in Betracht gezogen und 1951 eine Haftpflichtversicherung abgeschlossen, um sich diese Möglichkeit offenzuhalten. Es wurde jedoch nur Lehm in geringen Mengen für den Eigenbedarf entnommen. Die Versicherung stellte als Bedingung:
„Voraussetzung ist dabei, daß nur Grabarbeiten in Frage kommen (nicht Sprengungen) und der Abtransport des Lehmes der Höhle in Tragbutten bis zur Vorhöhle erfolgt. Dort wird die Umladung in Kisten vorgenommen, die ab Höhleneingang vom Abnehmer übernommen werden.“
Bis 1954 wurde der Kiosk im alten Maschinenhaus von einem Pächter betrieben. Der Schauhöhlenbetrieb schloss sich 1956 dem 1955 neugegründeten Verband deutscher Höhlen- und Karstforscher (VdHK) an. Je nach Bedarf wurden Verbesserungen an der Infrastruktur vorgenommen. 1964 wurde beim Ausgang ein Parkplatz angelegt, 1970 die Zufahrtsstraße asphaltiert, 1992 der Ausgang der Höhle überdacht und 1996 eine neue Toilettenanlage gebaut.

### 100 Jahre Binghöhle, 2005

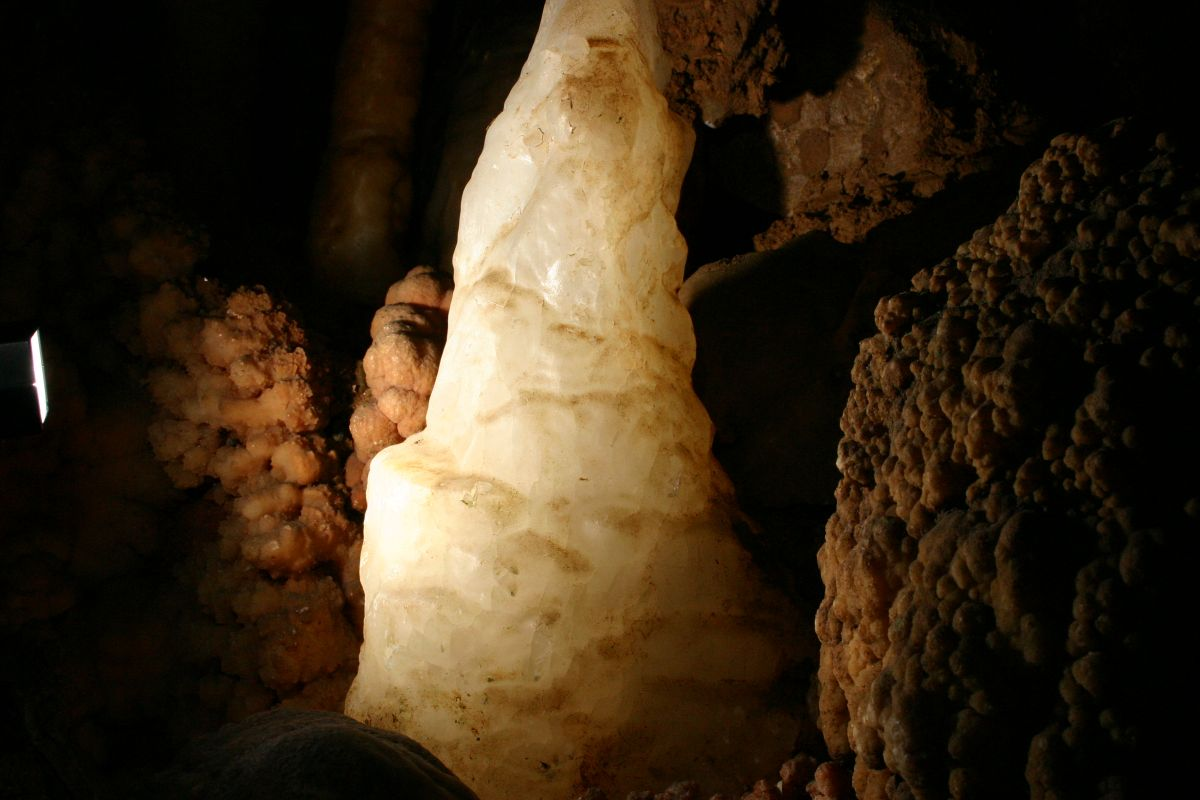
Durchscheinender Tropfstein

Im Frühjahr 2003 begannen die Vorbereitungen zum bevorstehenden hundertjährigen Binghöhlenjubiläum. Die Forschungsgruppe Höhle und Karst Franken (FHKF) erhielt von der Gemeinde Wiesenttal den Auftrag, die Höhle und ihr Umfeld karstkundlich zu bearbeiten.
Im Winter 2003/2004 wurde die Höhle neu vermessen. Daran schloss sich im Frühjahr 2004 die Oberflächenaufnahme des gesamten Schauertales an. Für alle weiteren Arbeiten stand nun entsprechendes Karten- und Planmaterial zur Verfügung. Der Verein konnte einen Großteil der Maßnahmen mit eigenen Fachleuten durchführen. Im Herbst 2004 wurden vorsichtig die Maschengitter, die zum Schutz der Tropfsteine angebracht waren, und die alten Leitungen entfernt. Ein Elektrounternehmen aus Streitberg übernahm die Installation der neuen Leitungen.
Im Vorfeld waren in der Teufelshöhle Dauerlichtversuche mit LED-Strahlern durchgeführt worden. Dabei wurde eine Testfläche 5000 Stunden lang intensiv bestrahlt, um die Intensität der Algenbildung zu erkennen. Dabei stellte sich heraus, dass LED-Licht (weiß) zu einer geringeren Lampenflora führt als die Verwendung von Halogenstrahlern. Bei der Neuinstallation der Beleuchtung war zu berücksichtigen, dass keine Leitungen sichtbar sein sollten. Man entschied sich für ein Mischkonzept aus Halogen- und LED-Strahlern, um die Höhle so wenig wie möglich auszuleuchten. In der Höhle wurden die durch die Lampen im Laufe der Zeit entstandenen Moose und Farne an den Tropfsteinen und Höhlenwänden entfernt. Die Wegbeleuchtung für den sicheren Tritt der Besucher wurde mit nach oben abgeschirmten Lampen bewerkstelligt. Es wurden Telefonanschlüsse an den Verteilerkästen angebracht, um bei Unfällen rasch mit dem Kassenhaus in Verbindung treten zu können. Die Hinweisschilder für die einzelnen Abteilungen und Tropfsteinformationen wurden aus hinterleuchtetem geätzten Glas hergestellt, was zu einem außergewöhnlichen optischen Effekt führte. Ein solches Verfahren wurde zum ersten Mal in einer Schauhöhle erprobt. Die Absperrungen und Geländer wurden in Edelstahl ausgeführt und dabei so weit reduziert, dass die Tropfsteine der Höhle weitaus besser zur Geltung kamen.

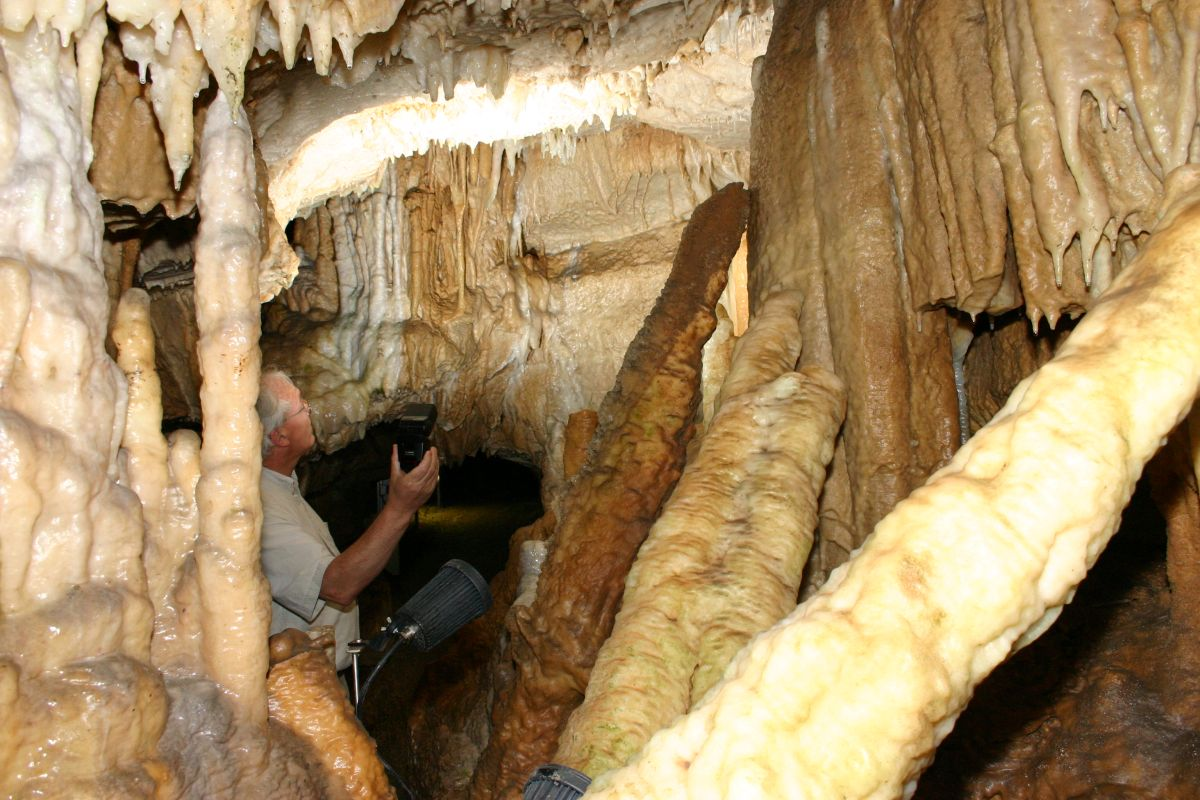
Gestürzte Säulen in der Venusgrotte

Bei den intensiven Arbeiten in der Höhle wurden auch Tropfsteine beschädigt. So fielen zwei jeweils über 2 m hohe dünne Kerzenstalagmiten im Bereich des Kerzensaals um und zerbrachen in mehrere Teile. Sie konnten durch die fachliche Unterstützung eines Steinmetzmeisters wieder zusammengefügt werden, so dass die Bruchstellen nicht mehr sichtbar sind. In den Wintermonaten 2004/2005 wurde auch ein neues Kassenhäuschen gebaut.
Am 15. März 2005 wurde die renovierte und umgebaute Höhle wiedereröffnet. Ein offizieller Festakt aus diesem Anlass fand am 22. April 2005 statt. Die Höhle wurde von Geistlichen beider Konfessionen gesegnet und anschließend mit dem Schirmherrn, Staatsminister Werner Schnappauf, begangen. Einen Tag später fand auf dem Parkplatz am Höhlenausgang eine umfangreiche Ausstellung von Lampen und Vermessungsgeräten statt. Auf einem Monitor wurde eine Animation der Oberflächenvermessung der Höhle als Drahtmodell gezeigt. Die Überquerung des Schauertales durch einen Seilartisten in über 40 m Höhe über den Dächern von Streitberg vom Eingang der Höhle zur Streitburg stellte einen Höhepunkt der Feierlichkeiten dar. Zu Ehren des Entdeckers wurde am Höhleneingang eine neue Schrifttafel angebracht:
„Ignaz Bing (1840–1918), jüdischer Unternehmer in Nürnberg und Besitzer der größten Spielwarenfabrik, war ein großer Gönner, Förderer und Ehrenbürger von Streitberg und entdeckte 1905 die nach ihm benannte Höhle.“
Es wurden insgesamt 1200 ehrenamtliche Arbeitsstunden geleistet. Die Kosten der Renovierung der Höhle betrugen 200.000 Euro. Sie wurden zum Teil finanziert mit Fördergeldern in Höhe von 132.000 Euro, davon 63.000 Euro aus dem Europäischen Regionalfonds und 23.800 Euro aus dem Regionalen Wirtschaftsförderungsprogramm des Freistaates Bayern, der die Binghöhle als überregional bedeutsam einstufte. 40.000 Euro gab die Oberfrankenstiftung, und weitere 6000 Euro kamen von anderen Sponsoren.

## Beschreibung
Der Weg durch die Höhle führt an den verschiedenen Abteilungen, Grotten und Formationen vorbei, die alle mit Namen belegt sind: Vom Eingang geht es in die Vorhöhle, zur Tropfsteingalerie, zur Kellermannsgrotte mit der Riesensäule, zum Kerzensaal, zur Venusgrotte, durch die Katakomben zum Muschelfelsen, zur Olgagrotte, zur Nixengrotte, in die Fantasiegrotte, am Höhlensee vorbei zur Prinz-Ludwig-Grotte mit den Drei-Zinnen, schließlich in die Neue Abteilung und zum Ausgang.

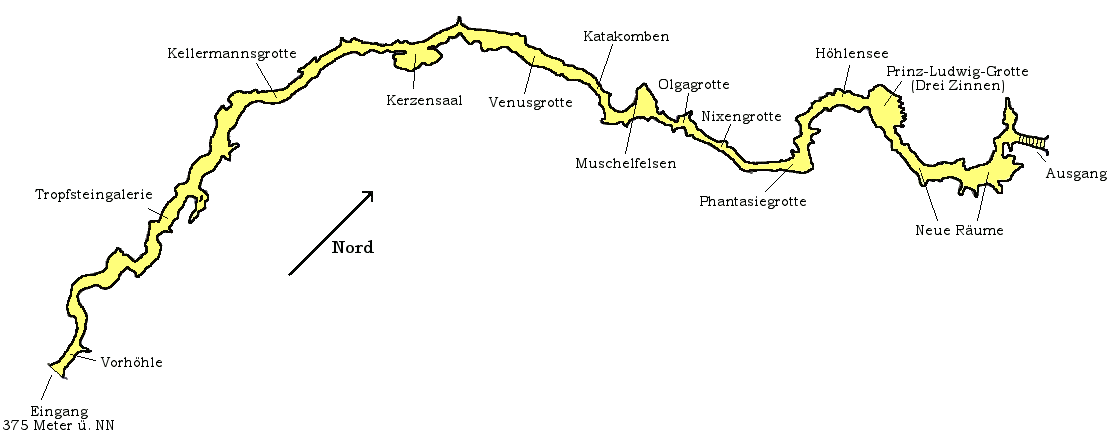
Grundriss der Binghöhle

Im vorderen Teil der Höhle, im ausgegrabenen Abschnitt, sind Reste einer Sinterdecke zu sehen, die als großflächige Kalkablagerungen über älteren Verfüllungen entstanden sind. Unterhalb dieser Sinterdecke befindet sich eine große Wandfläche mit napfähnlichen Lösungsformen, die in der Regel unter dem Wasserspiegel entstehen. Auf der rechten Seite kommt man nach 15 m zu Rinnenkarren, die durch Überrieseln mit korrosivem Wasser, das der Schwerkraft folgte, entstanden sind. Diese Laugungsformen müssen sich ergeben haben, bevor der Gang durch Sedimente verfüllt wurde. Im gleichen Bereich bildeten sich an einer Querkluft eine etwa 7 m hohe Deckenspalte und eine Raumerweiterung. In diesem Bereich ist die Schichtung des Gesteins besonders gut zu sehen.

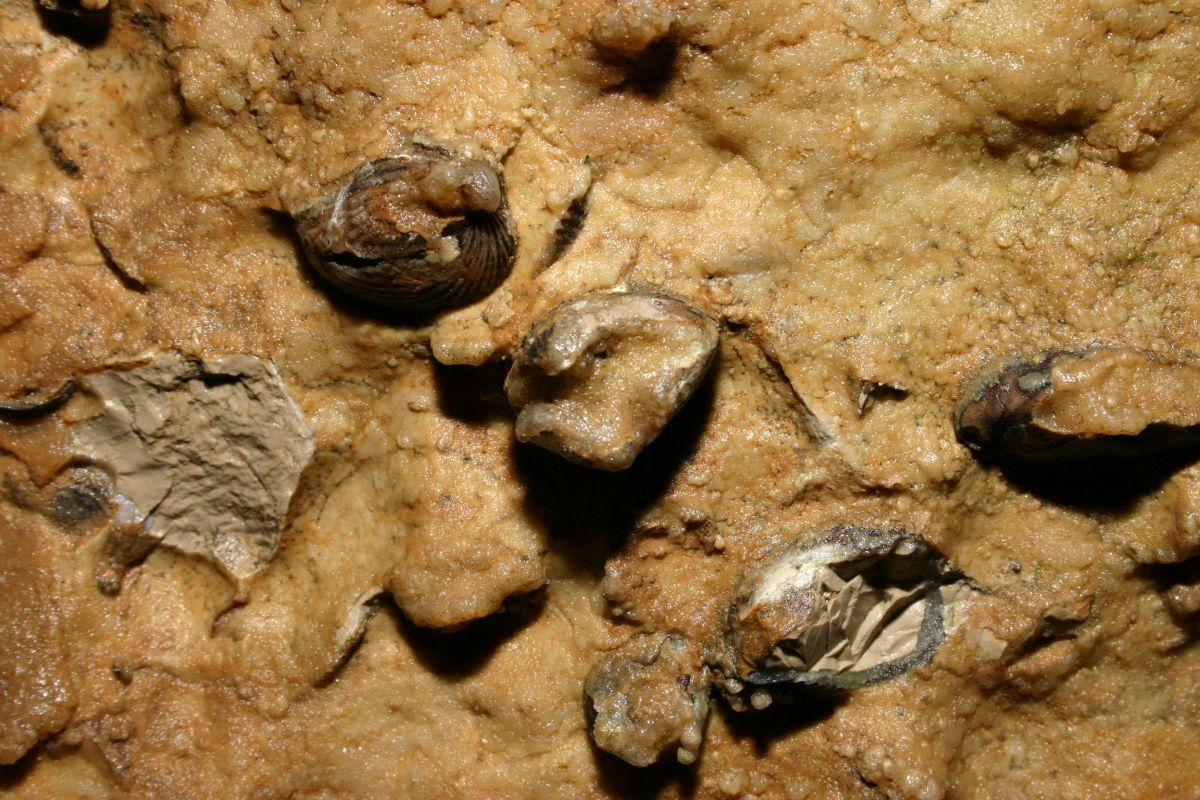
Verkieselte Fossilien

Durch Sprengarbeiten konnte am Ende des ersten etwa 30 m langen Höhlenteiles eine Fortsetzung der Höhle geschaffen werden. Das ehemalige Höhlenende zeigen zwei durchbrochene Sinterdecken vor dem künstlichen Durchbruch an. Von hier führt der Weg zur etwa 40 m langen sogenannten Tropfsteingalerie. Rechts über einer Sinterdecke sieht man nach einer Gangverengung Wasserstandsmarken und darunter die Reste einer ehemaligen Verfüllung. Die Wasserstandsmarken werden durch horizontale, einige Zentimeter breite Sinterwülste gebildet, welche die ehemaligen Wasserhöhen anzeigen. Die ersten freistehenden Tropfsteine, Stalagmiten genannt, kommen kurz danach. In diesem Bereich erweitert sich der Raum etwas. An der horizontal verlaufenden Decke ist links besonders gut die Anlage der Höhle an einer Schichtfuge zu erkennen. Um die Höhle für Besucher gangbar zu machen, musste die Verfüllung entfernt und über eine lange Strecke die Sinterdecke durchbrochen werden. An beiden Seiten und am größten Stalagmit befinden sich deutliche Wasserstandsmarken. Mehrere Stalagmiten haben hier eine kristalline Oberfläche, gebildet durch den abgelagerten, durchsichtigen gelblichen Kalk.
Anschließend kommt man zum nächsten Abschnitt, der Tropfsteingalerie, in der ebenfalls Wasserstandsmarken zu sehen sind. Die Decke wird bei der Tropfsteinformation Altar durch eine etwa 7 m hohe Spalte unterbrochen, die eine Sinterfahne und Wandversinterung aufweist. An der Deckenspalte fällt eine Raumerweiterung auf, gebildet in zwei Phasen bei der Entstehung der Höhle; sie wird Urknall genannt. Hier war die Höhle ursprünglich zu Ende.

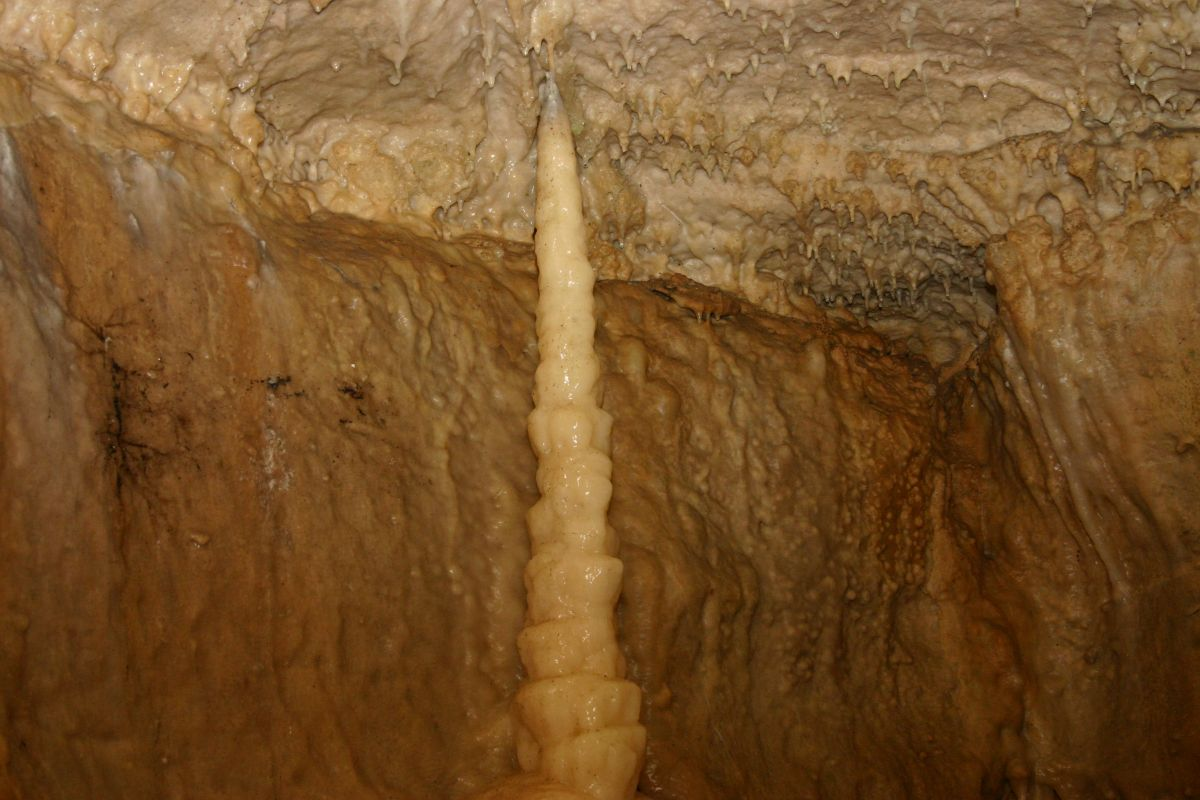
Einzelner Stalagmit

Nach einem künstlichen Durchbruch geht es etwas nach oben. Zurückliegend befindet sich oberhalb der Durchbruchsstelle eine etwa 1 m mächtige Sinterdecke mit aufsitzenden Stalagmiten, die bis zu 1,2 m Höhe erreichen. Den Höhlenteil, der nach dem Durchbruch folgt, nennt man Kellermannsgrotte oder auch Dr. Kellermannsgrotte mit der Riesensäule; er ist nach dem 1918 verstorbenen Christian Kellermann benannt, der die Höhle 1908 zum ersten Mal wissenschaftlich beschrieb.
Nach etwa 20 m gelangt man zur Riesensäule, die sich in der Mitte des Führungsweges befindet. Sie ist ein palmenstammförmiger, etwa 2,5 m hoher Stalagmit, der als einer der schönsten Tropfsteine der Höhle gilt. Er ist kegelförmig aufgebaut, und seine Oberfläche ist nicht glatt, sondern eigentümlich abgestuft, so dass er einem Palmenschaft ähnelt, an dem die abgestorbenen Reste alter Blätter stehengeblieben sind. Die Riesensäule berührt mit einem ganz dünnen Kalkfaden die Decke. Über diesen Stalagmiten schrieb Kellermann:
„Fast möchte man sagen, ein weiser Baumeister habe, um die Schönheit dieses einen Gebildes ins rechte Licht zu setzen, alle anderen Tropfsteinbildungen hier verbannt.“
Der Gang musste in diesem Bereich um etwa 1 m künstlich aufgeschüttet werden, um einen Weg für die Besucher an der Riesensäule vorbei zu schaffen, da diese im untersten Teil die komplette Höhlenbreite ausfüllt. Trotzdem bleibt auf der rechten Seite nur ein ganz schmaler Durchschlupf. Der Riesensäule sind durch die vielen Berührungen der Besucher, bedingt durch die Lage mitten im Weg, deutliche Abnutzungsspuren und Verfärbungen anzusehen. Kurz vor der Riesensäule befindet sich rechts ein Gitter zum Schutz der dahinter befindlichen Tropfsteine, das etwa 2 cm dick versintert ist. Das Gitter befindet sich unter einer starken Tropfstelle und gibt einen Anhaltspunkt für die Wachstumsgeschwindigkeit des Sinters. In Kopfhöhe befinden sich dahinter Laugungsnäpfe an den Wänden. An der horizontalen Decke vor der nächsten Deckenabsenkung sind Haarrisse im Gestein, Sinterleisten und Ansätze von Stalaktiten erkennbar.

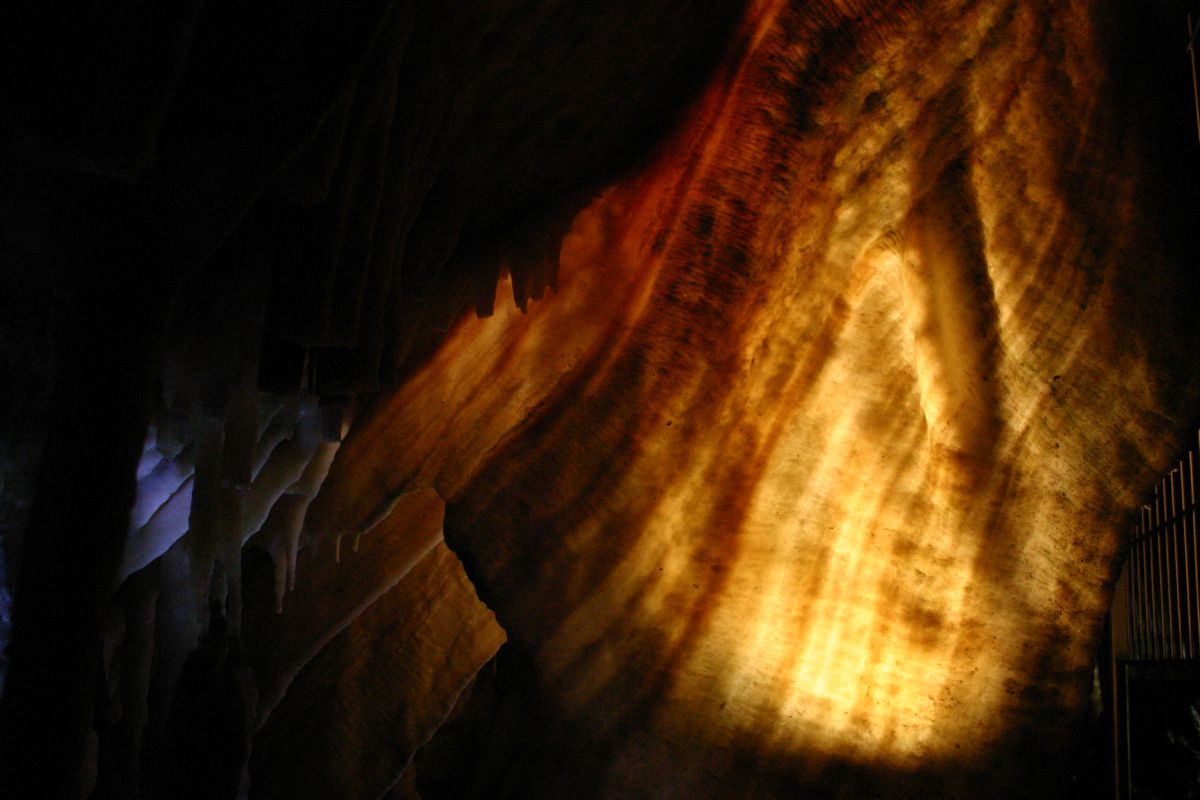
Durchscheinende Sinterfahne

Von hier geht es durch einen Gang mit Wänden aus geschichteten Felsmassen, Zyklopenmauern genannt, weiter zum Kerzensaal. Entlang des Ganges verläuft an der Decke eine enge, aber deutliche Spalte. Der Kerzensaal ist der größte Raum der Höhle. Der Raum ist nach oben durch Versturz und spätere Auslaugung erweitert. Der Name Kerzensaal leitet sich von einer Reihe regelmäßig angeordneter schneeweißer, schlanker, hoher Stalagmiten auf den gut sichtbaren Versturzblöcken ab. Anschließend befinden sich rechts drei schlanke weiße, bis zu 2,5 m hohe Kerzenstalagmiten. Die dünnste Nadel hat bei einer stattlichen Höhe von über 2 m einen Durchmesser von 12 cm. Die folgende Raumerweiterung wurde durch parallele quer verlaufende Deckenspalten begünstigt.
In der Venusgrotte fallen rechts drei durch tektonische Ereignisse schräggestellte Tropfsteinsäulen, die an der Wand bereits wieder angesintert sind, auf. Eine vierte Säule dürfte erst bei den Erschließungsarbeiten schräg aufgestellt worden sein. Eine dreieckige durchscheinende Sinterfahne befindet sich auf der linken Seite. Der folgende Katakombengang weist bei einer Höhe von 4 bis 5 und einer Breite von 1½ bis 2 m nur wenige Wandsinter und stellenweise Laugungsnäpfchen auf. Bei einer Gangkrümmung befindet sich links an der Wand in etwa 1½ m Höhe der Muschelfelsen mit Tausenden von herausgewitterten Fossilien. Als Nächstes kommt man zum Diamant-Felsen mit glitzernden Kristallen. Danach folgt ein gewundener Gang, der sich kurz verzweigt. Darauf folgt, in der Hauptrichtung weitergehend, eine Engstelle mit einem Stalagmiten.
Von dort geht es durch die Olgagrotte zur Nixengrotte weiter, in der sich ein etwa 0,8 m breiter und 1,5 m langer durchscheinender Sintervorhang und ein mit kristallklarem Wasser gefülltes Sinterbecken befinden. Über dieses Sinterbecken sagte Kellerman:
„Wir befinden uns gegenüber einem geheimen Laboratorium der Natur, wo die Kristalle wachsen, ein Anblick, der selten einem menschlichen Auge geboten wird.“
In einer Querspalte dahinter befinden sich noch weitere Sinterfahnen. Der folgende Gang mit Laugungsnäpfen in etwa 1 m Höhe führt zur Phantasiegrotte, oder Fantasia genannt. Die Laugungsnäpfe weisen eine asymmetrische Form auf und zeigen an, dass in diesem Höhlenteil zeitweise ein Höhlenbach geflossen ist. Im vorderen Teil der Phantasiegrotte geben durchgebrochene Sinterdecken die Höhe der ursprünglichen Sohle an. Hier befinden sich die Harfe, ein etwa 70 cm breiter und 2 m hoher Sintervorhang, und weitere Tropfsteine. Bei dieser Tropfsteingruppe wurden noch vor ein paar Jahren während einer Führung durch Anklopfen verschieden hohe Töne erzeugt. Da die Schwingung zu Schäden an den Tropfsteinen führen kann, wird dies nicht mehr durchgeführt.

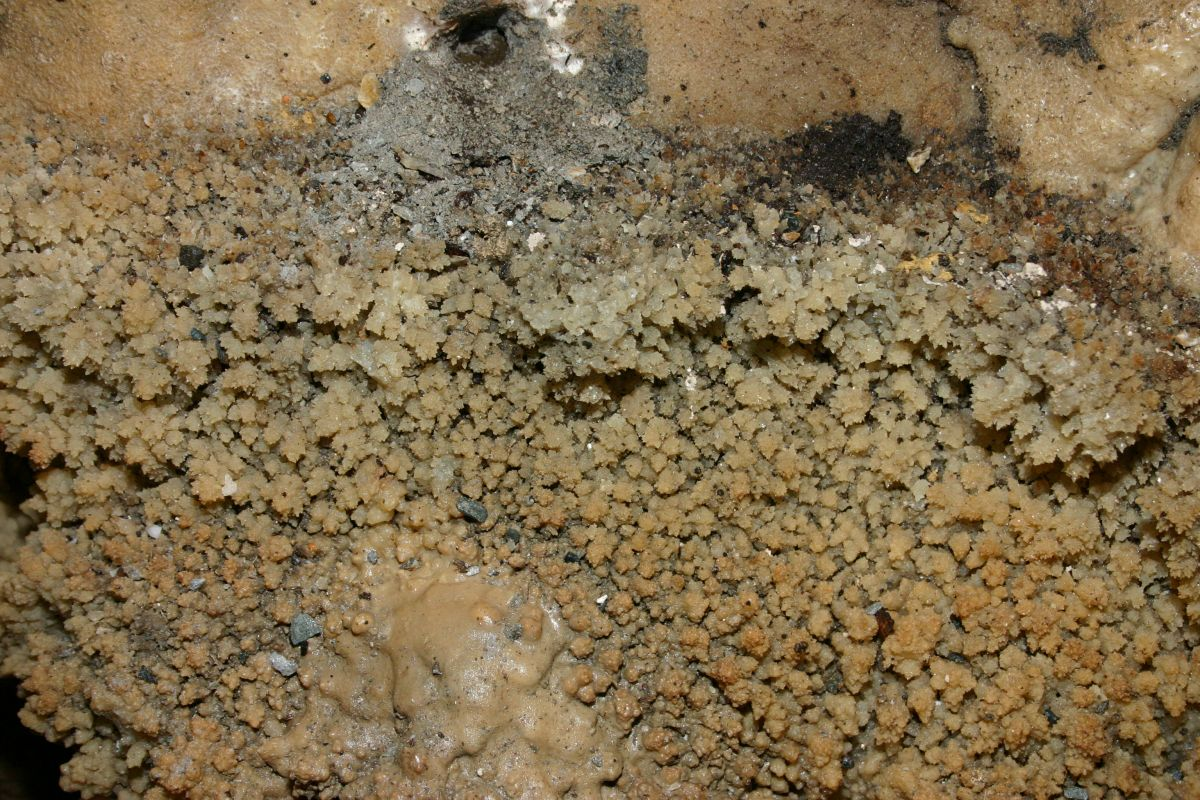
Calcitkristalle

Mit der Prinz-Ludwig- oder Kristall-Grotte folgt der letzte größere Raum der Höhle. Links befindet sich ein noch teilweise gefülltes Wasserbecken. Die Innenwände sind großflächig mit Perlsinter überzogen, der unter dem Wasserspiegel entstanden ist. In diesem Becken findet man häufig an der Wasseroberfläche oder an feuchten Stellen weißliche Tierchen von wenigen Millimetern Länge. Die Insekten stammen aus der Ordnung der Springschwänze. In diesem See wurden im Jahre 2005 bei Wasserproben kleine Bathynella-Krebse entdeckt. Diese Urzeitkrebse galten seit etwa 80 Jahren in Franken als ausgestorben und haben sich in den letzten etwa 350 Millionen Jahren kaum verändert.
Diese abschließende Grotte zeigt einen reichen Sinterschmuck, wobei sich im Hintergrund verstürzte Tropfsteine, die schon wieder angewachsen sind, befinden. Die Grotte wird von den Drei Zinnen geprägt, einer Tropfsteinformation aus drei miteinander verwachsenen Stalagmiten und drei darüber liegenden Stalaktiten. Hier war auch das vorläufige Ende der Höhle. In der Kristall-Grotte wurde dann 1936 unter der Sinterdecke der Höhlengang weitergegraben. Damit konnten weitere Räume zugänglich gemacht werden. In diesem Abschnitt, Neue Räume genannt, gelangt man durch einen Anstieg. Von dort blickt man zurück auf die drei durchgebrochenen Sinterdecken mit den dazwischen gelagerten Sedimenten. Durch eine enge, aufwärtsführende Spalte mit Resten einer ehemaligen Verfüllung gelangt man zu dem 1936 fertiggestellten künstlichen Ausgang.

### Historische Höhlenbeschreibung
Der Nürnberger Oberstudienrat Kellermann, der an der Erschließung der Höhle maßgeblich beteiligt war, fasste kurze Zeit nach ihrer Entdeckung seine Eindrücke von der Binghöhle wie folgt zusammen:
„Über all der Herrlichkeit ruht der zauberische Hauch der Ursprünglichkeit und Unberührtheit. Im tiefen Höhleninnern erstrahlen die Wände noch in blendendem Weiß, noch haben nicht, wie anderwärts, rohe Hände die leicht zerbrechlichen Gebilde beschädigt. Andere Höhlen übertreffen diese Höhle wohl an Weite der Hallen, aber keine der bekannten Höhlen der Fränkischen Schweiz reicht an sie nur entfernt hin, an Mannigfaltigkeit und Schönheit der hier meist in handgreiflicher Nähe vor uns stehenden Tropfsteinausscheidungen, aus keiner kennt man so glänzende Kristallbildungen und so zierliche durchscheinende Stalagmiten aus reinem Kalkspat, nirgends finden sich so mannigfaltige Sinterbecken. Man wird weit reisen müssen, bis man etwas der Höhle Ebenbürtiges findet.“

## Geologie

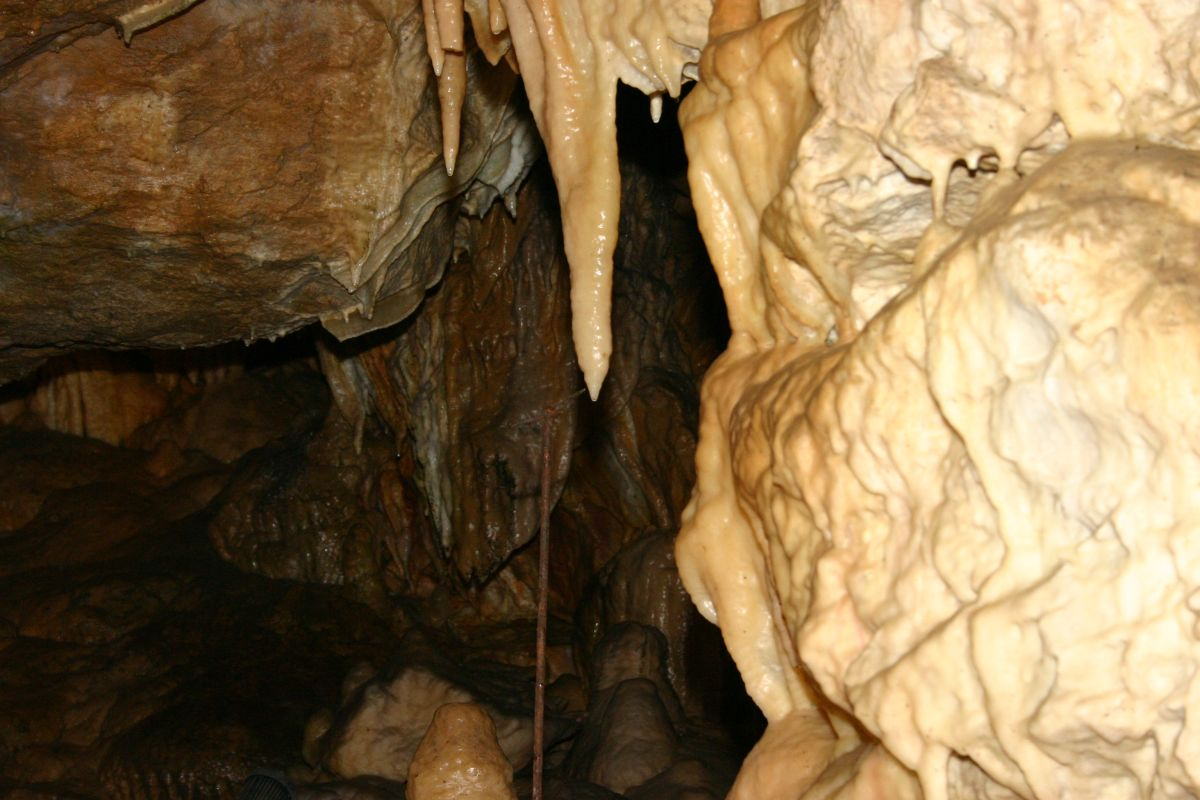
Tropfsteine in der Prinz-Ludwig-Grotte

Die Binghöhle liegt in horizontal gelagerten, etwa 20 m mächtigen geschichteten Kalken des Malm Beta. Sie ist zwar engräumig von Jura-Schwammriffen umgeben, die Bildung der Höhle vollzog sich aber ausschließlich im Bereich des gebankten Kalksteins. Dieser zeigt im Eingangsbereich dünnbankige Schichten mit einer durchschnittlichen Mächtigkeit von 25 bis 30 cm, im übrigen Verlauf der Höhle aber meist dickere Bänke mit einer Mächtigkeit von etwa 1½ m. Die Binghöhle ist im näheren Umkreis die einzige Höhle, die im gebankten Kalk angelegt ist. Bedingt durch die Anlage an Schichtfugen verläuft die Höhle weitgehend horizontal. Sie durchzieht den Berg mit einer durchschnittlichen Breite von 1 bis 2 und einer Höhe von 2 bis 4 m als durchgehender Gang. Der dünnbankige Werkkalk, in dem die Binghöhle liegt, neigt zu starkem Verbruch. In diesen dünnbankigen Schichten entstehen in der Regel nur kleinräumige Höhlen, so dass Raumerweiterungen nur an einigen Querklüften im Gestein möglich waren. In tieferen Bereichen der Höhle weisen die Bänke größere Mächtigkeiten bis zu 1½ m auf, dadurch konnten sich aufgrund der massiveren Ausbildung des Werkkalks auch einige größere Räume, wie der Kerzensaal, bilden.
Die Binghöhle ist im Höhlenkataster Fränkische Alb (HFA) als C 15 (6133-1049) registriert.

### Entstehung durch Wasser

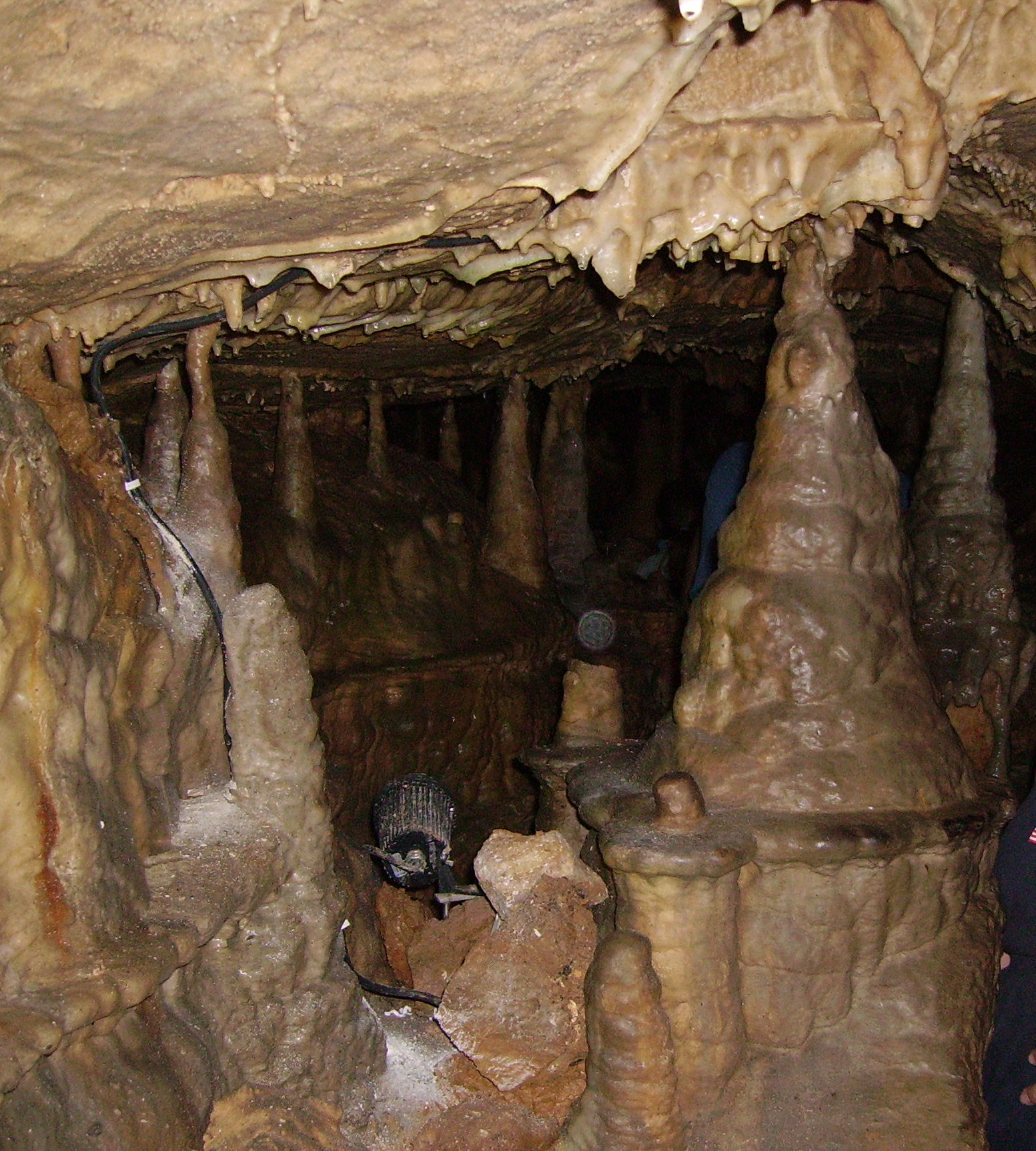
Tropfsteingalerie

Zunächst bildete sich die Höhle im stehenden Grundwasser entlang der weitgehend horizontal verlaufenden Schichtfugen. Später kam es dann, nach der Eintiefung der Wiesent, zu einem druckfreien Abfluss des Wassers. Der ehemalige Höhlenfluss schnitt sich immer tiefer in die ursprüngliche Röhre ein und formte die Höhle. Durch den turbulenten Höhlenfluss entstanden typische Fließfacetten. Die Binghöhle ist deshalb eines der seltenen Beispiele einer Flusshöhle. Dies ist in der heutigen Landschaft nicht mehr erkennbar, da das Schauertal und das Wiesenttal in der heutigen Form zur damaligen Zeit noch nicht bestanden haben. Auch die Hochfläche im Norden war um viele Meter höher.
Das Wiesenttal tiefte sich immer mehr ein, und der Karstwasserspiegel folgte der Absenkung; so waren die hochgelegenen Abflusssysteme nicht mehr an der Entwässerung beteiligt. Im Umfeld der Binghöhle veränderte sich dadurch die Situation dramatisch. Das Wasser hatte das Gangsystem verlassen und floss obertägig in das nun tiefer liegende Wiesenttal ab. Es schnitt sich dabei tief in die Felsen ein, so dass die heutige Geländeform entstand. Der Wasserlauf fiel trocken, und die Binghöhle wurde von der Hochfläche her mit lehmigen Sedimenten zugeschüttet.
Einen Hinweis auf die starke Schüttung des Flusslaufes in der Binghöhle ergaben auch die Arbeiten bei der Erschließung 1905. In dem herausgeschafften Erdreich vom Eingangsbereich befanden sich vielfach abgefallene Tropfsteine, die dorthin geschwemmt worden waren. Im vorderen Höhlenausgang befindet sich eine weite Ausbuchtung, die furchenartige Tropfsteinbildung aufweist.
Der Karstwasserspiegel folgte der zunehmenden Eintiefung der Täler nach unten. Der Wasserlauf in der Höhle wurde damit immer geringer, bis er schließlich ganz versiegte. Das unterirdische Bachbett wurde mit Sedimenten zugeschwemmt, die aus der Höhle stammten oder von oben durch Spalten oder aus Seitenhöhlen in die Haupthöhle gelangt waren. Es bildeten sich nach der Trockenlegung Tropfsteine und Sinterdecken und plombierten weite Teile des Gangsystems. Diesen Vorgang kann man im Bereich der Tropfsteingalerie und am Höhlenausgang sehr gut erkennen, da dort bei der Erschließung der Höhle die Sinterdecken durchbrochen worden sind. Diese waren als großflächige Kalkablagerungen über älteren Verfüllungen entstanden. Bedingt durch die Plombierung einzelner Abschnitte bildeten sich, lange nachdem die Tropfsteinbildung begonnen hatte, zeitweise Wasseransammlungen in der Höhle. Diese setzten am Boden der Höhle eine feste Kalksinterdecke ab, welche stellenweise eine Mächtigkeit von 1 m erreichte. Teilweise standen dadurch auch Bodentropfsteine in den Wasseransammlungen, was sich durch Kalkablagerungen an den Tropfsteinen erkennen lässt, sogenannte Flutmarken.

### Fließfacetten
Von dem ehemaligen Höhlenfluss sind noch die durch strömendes Wasser entstandenen Fließfacetten an den Höhlenwänden vorhanden. Diese lassen sich besonders gut zwischen der Nixengrotte und der Phantasiegrotte erkennen. Die Facetten sind umso kleiner, je größer die Strömungsgeschwindigkeit war. Die Fließfacetten weisen im Querschnitt ein elliptisch langgezogenes und asymmetrisches Profil auf. Anhand ihrer Form – in Strömungsrichtung ein flaches und in die Gegenrichtung ein steiles Ende – kann man ablesen, dass der Fluss vom jetzigen Ausgang zum Eingang der Höhle geflossen ist. Auf der Länge der heutigen Höhle hatte dieser Fluss ein Gefälle von etwa 0,5 %.
Die Binghöhle hatte offenbar mehrere aktive Flussphasen, da sich auf alten Tropfsteingenerationen Fließfacetten belegen lassen. Es wechselten zeitlich getrennte Perioden mit fließendem Wasser und trockene Phasen, in denen sich Sedimente ablagerten und Tropfsteine entstanden. Zwischen diesen Phasen gab es wiederum Zeitabschnitte, in denen die Höhle mit stehendem Wasser geflutet war. Während dieser Phasen bildeten sich sogenannte Stillwasserfacetten, die im stehenden Wasser durch Laugung entstanden sind. Diese lassen sich im Bereich vor der Tropfsteingalerie erkennen. Der Wechsel der verschiedenen Phasen mag ein Indiz für wechselnde Klimabedingungen im Laufe der Jahrtausende währenden Entstehungsgeschichte der Binghöhle sein.

### Höhlenfluss

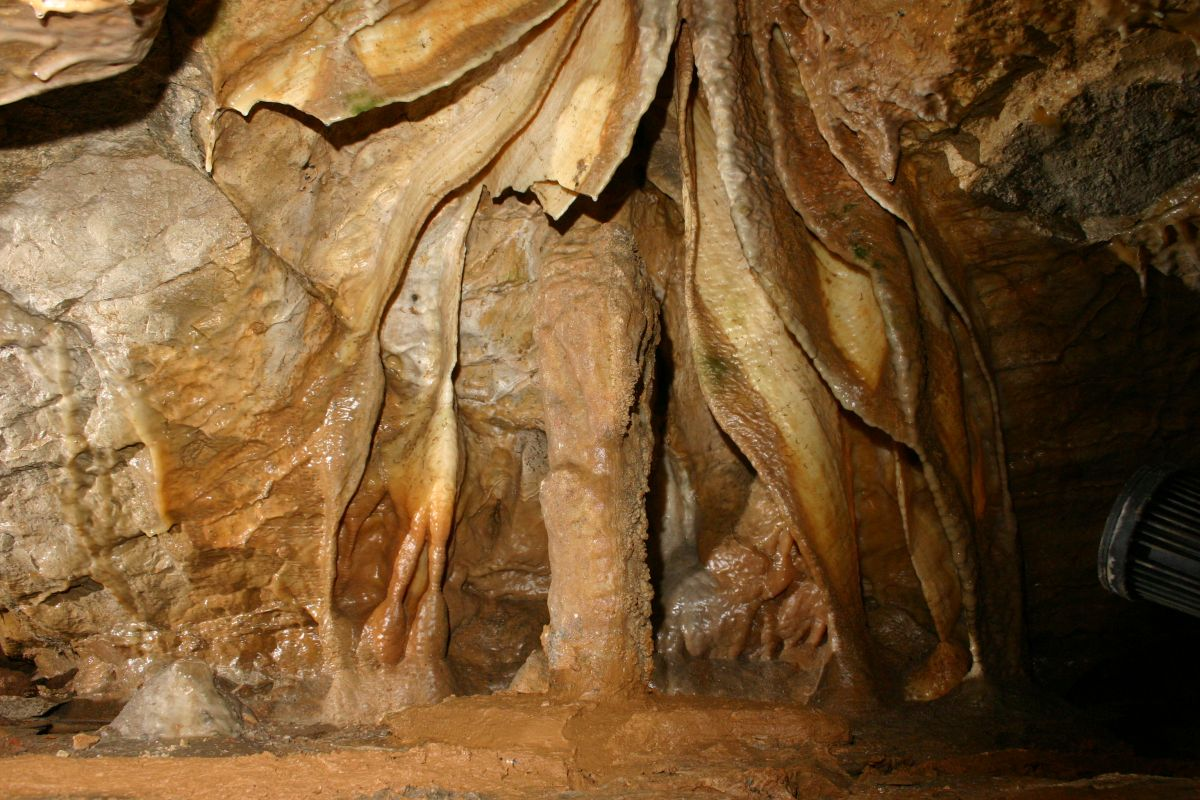
Wandsinterformationen

An drei Stellen des Höhlenganges wurde anhand der Größe der Fließfacetten, die durchschnittlich eine Länge von 6 cm haben, die Geschwindigkeit und damit die Schüttung ermittelt. Man konnte so herausfinden, welche Wassermengen in der aktiven Phase des Flusses die Binghöhle durchströmt haben. Es ergab sich ein theoretischer Durchfluss von 1550 Litern pro Sekunde. Dies ist etwa dreimal so viel wie bei der größten Karstquelle der Fränkischen Schweiz, der Stempfermühlquelle bei Behringersmühle. Diese hat eine Schüttung von 570 Litern pro Sekunde.
Man kann annehmen, dass sich dieser ehemalige Wasserkanal am Beginn der Eintiefung des Schauertales in einer Höhe von etwa 380 m noch fortsetzt und kilometerlang unter der Hochfläche erstreckt, bei einer angenommenen damaligen Wasserführung von 1550 Litern pro Sekunde. Allerdings dürften diese Strecken, so wie das Ende der Binghöhle, ebenfalls mit Sedimenten verschüttet sein. Allgemein sind die heutigen Abflussmengen im Bereich der Binghöhle gegenüber früher sehr gering. Im Schauertal entspringen zwei Quellen, die eine Schüttung von 10 und 7 Liter pro Sekunde haben. Insgesamt fließen im Schauertal etwa 17 bis 20 Liter pro Sekunde ab.

### Druckröhren
In die Höhle münden an einzelnen Stellen schachtartige Höhlungen von beträchtlicher Länge senkrecht nach oben oder seitlich angesetzt. Diese wurden durch herabstürzendes Wasser ausgeweitet und weisen Tropfsteinbildungen auf. Diese Deckenröhren wurden zusammen mit blinden Abzweigungen als sogenanntes Druckleitungsstadium gebildet. Im Zuge der Eintiefung der Wiesent und des damit verbundenen Absinkens des Grundwasserspiegels wurde dies unterbrochen. Fortan kam es zu einem druckfreien Abfluss des Wassers, und kleinere Nebenröhren fielen trocken. Die Raumerweiterung beschränkte sich nicht mehr auf geschlossene Leitungsformen. Der ehemalige Höhlenfluss schnitt sich in die ursprünglichen Röhren immer tiefer ein. Druckröhren, ebenfalls vom Wasser gebildet, münden an mehreren Stellen von der Seite in die Binghöhle. Diese röhrenartigen Kanäle können von einer Person teilweise durchkrochen werden und haben einen ungefähr kreisförmigen Querschnitt. Außerdem bildeten sich zahlreiche kleine, vielfach verzweigt verlaufende Röhren durch Wasser, das sich während der Höhlenbildung unter hydrostatischem Druck seinen Weg durch die horizontalen Schichtfugen bahnte.

### Tropfsteine

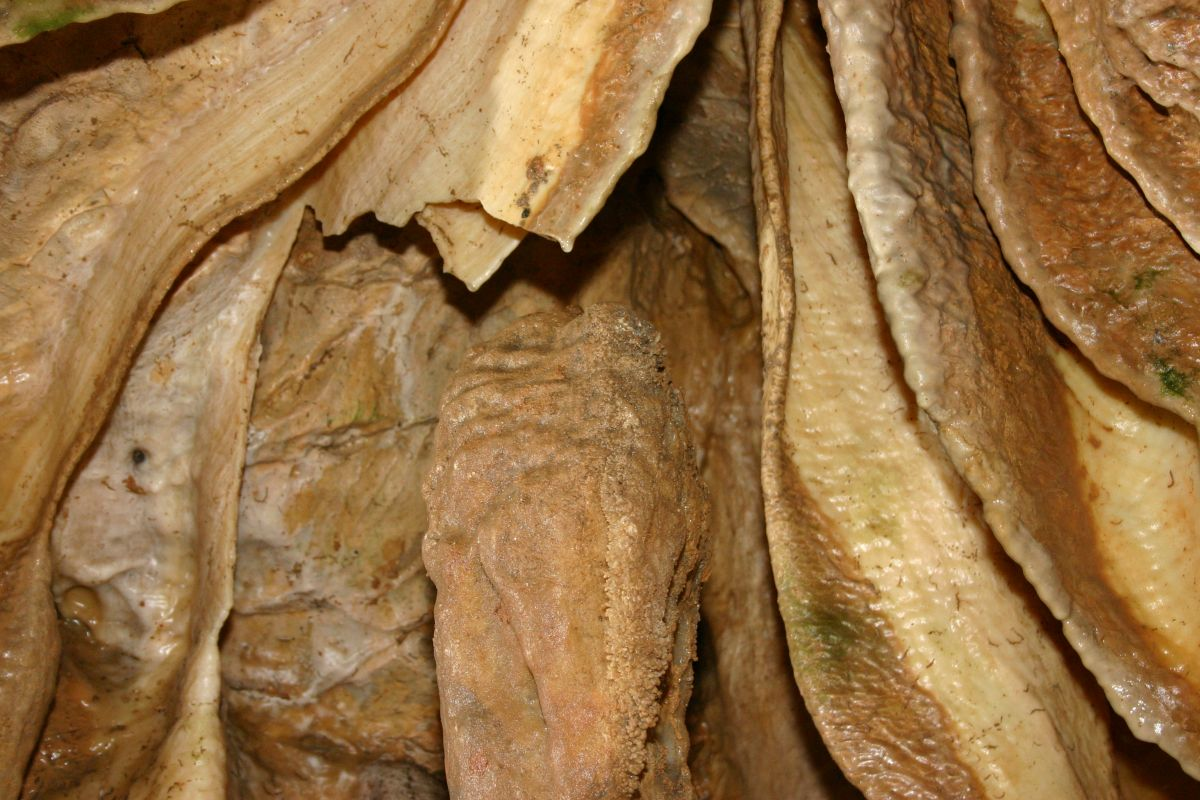
Wandsinterformationen

Die Binghöhle besitzt Tropfsteine in großer Formenvielfalt, die sich nach dem Trockenfallen des Höhlenbaches mehrphasig gebildet haben. Die Sinterbildung und die Ablagerungen wechselten sich ab, weshalb alte Tropfsteingenerationen zum Teil in Sedimenten eingebettet oder von einer jüngeren Tropfsteingeneration überwachsen sind.
Es gibt Deckenformationen (Stalaktiten und Sinterröhrchen), Bodenformationen (Stalagmiten) und Wandsinterpartien. Die Bodentropfsteine treten in der Binghöhle in vielen verschiedenen Formen auf, wie die palmenstammförmige Riesensäule oder die sehr schlanken, mehrere Meter hohen Kerzenstalagmiten im Kerzensaal.
Die Binghöhle weist in ihrem Sinterinventar eine mineralogische Besonderheit auf. Diese ist auf die besondere geologische Sonderstellung der Höhle im Werkkalk zurückzuführen. Zahlreiche Tropfsteine sind makrokristallin, in einigen Fällen sogar monokristallin, wie im Kerzensaal. Bei den meisten anderen Höhlen, vor allem im Dolomitgestein, weisen die Tropfsteine aufgrund des negativen Einflusses der Magnesiumionen im Tropfwasser eine polykristalline Struktur auf. Die Binghöhle befindet sich in kalkigem Muttergestein, dadurch fehlt der störende Einfluss des Magnesiums bei der Kristallisation. So konnten sich monokristalline Tropfsteine mit einer außergewöhnlichen Transparenz bilden, die das Licht einer elektrischen Lampe hell-rötlich durchdringen lässt. Die kristallinischen Tropfsteine haben auch die Eigenschaft, durch Anschlagen glockenhell zu klingen. Sie führen dabei Schwingungen aus, die mit der Hand zu spüren sind.
An überhängenden Wandabschnitten oder schrägen Decken haben sich durch abrinnendes Sickerwasser Sinterfahnen und Sintervorhänge gebildet. In der Phantasiegrotte befindet sich mit der Harfe ein durchscheinender Sintervorhang, das schönste Beispiel dieser filigranen Sinterformationen.
Zahlreiche Tropfsteine in der Tropfsteingalerie weisen horizontal verlaufende Sinterleisten auf. Diese Randlinien stellen Wasserstandslinien einer früheren Wasserspiegelhöhe dar. Blumenkohlartige Formen haben sich unterhalb der Wasserstandsmarken als Kalkausscheidungen unter dem Wasser gebildet. Der Höhlenboden war ursprünglich von großflächigem Kristallrasen bedeckt. Diese Kristalle wurden im Zuge der Erschließungsarbeiten weitgehend zerstört. Man findet diese nur noch in unerschlossenen Seitenteilen der Höhle.
In der Höhle befinden sich auch mehrere Sinterbecken, wie in der Nixengrotte und der Prinz-Ludwig-Grotte. In einem dieser Becken befinden sich bis zu sieben Zentimeter lange, fünf Zentimeter breite und drei Zentimeter hohe, allseitig entwickelte Drusen rhomboedrischer, stark glänzender Kalkspatkristalle. In einigen Sinterbecken finden sich auch viele kleinere, lose neben- und übereinander liegenden Drusen mit zahlreichen glitzernden Kristallflächen. In anderen Becken haben sich zusammenhängende, vollständig ebene Sinterdecken gebildet oder der Kalk hat sich in Form blumenkohl>artiger Masse abgelagert.
Excentriques stellen eine Besonderheit unter den Tropfsteinen dar und sind in den fränkischen Höhlen große Raritäten. Sie wachsen scheinbar von der Schwerkraft völlig unbeeinflusst in alle Richtungen. In der Binghöhle befinden sich an einigen schwer zugänglichen Stellen Excentriques mit einer Länge von bis zu 14 Zentimetern. Sie zählen damit zu den größten bisher bekannten Exemplaren in der Fränkischen Schweiz.
In der Venusgrotte befinden sich einige Stalagmiten, die durch tektonische Ereignisse wie Erschütterungen durch Felsniederbruch schräggestellt sind. Diese Tropfsteine sind mittlerweile in dieser schrägen Position bereits wieder an der Wand angesintert.

## Besiedlung durch Menschen und Tiere

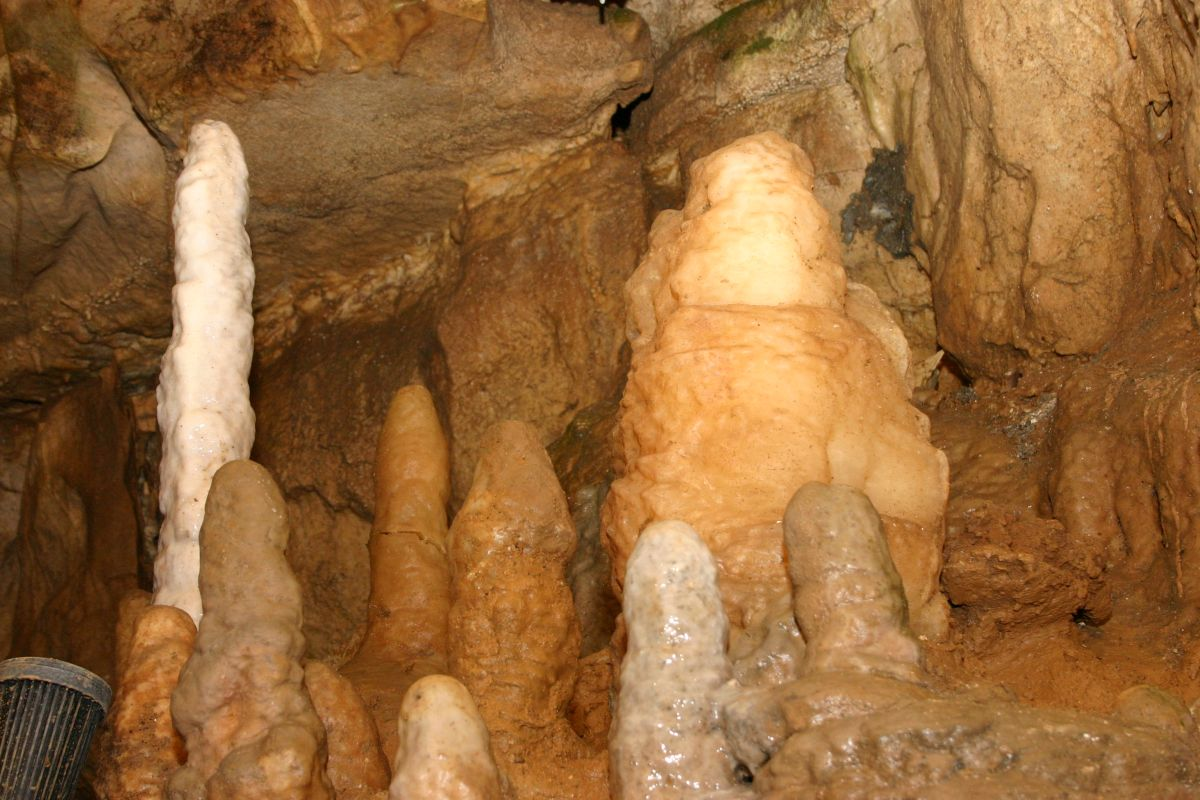
Stalagmiten in der Kellermannsgrotte

Bei den Erschließungsarbeiten wurde der mit Schutt verfüllte vordere Teil der Höhle ausgegraben. Dabei kamen verschiedene menschliche Relikte zutage. Über die gefundenen Stücke wurden jedoch keine genaueren schriftlichen Aufzeichnungen angefertigt. Bing war kein Archäologe und beschäftigte auch keinen solchen Fachmann bei seinen Grabungen. Die Arbeiten wurden mit grobem Gerät ausgeführt, so dass man wohl manche Objekte übersah.
Bei den Grabungen wurden menschliche Spuren bis etwa 35 m nach dem Eingang der Höhle gefunden. Von da an verringert sich die Breite der Höhle von zunächst zwei bis zweieinhalb Metern auf weniger als einen Meter. Sie hat in diesem Bereich eine Höhe von zwei bis zweieinhalb Metern. 15 m hinter dem Höhleneingang liegt die Höhlendecke an einer Stelle bis zu sechseinhalb Meter hoch, allerdings nicht über die gesamte Gangbreite, sondern nur in einer schmalen Kluft. Das Anlegen einer Feuerstelle wäre an dieser Stelle am günstigsten gewesen. Insgesamt wurden fünf Feuerstellen mit Resten von Holzkohle gefunden.
Angesichts der angetroffenen Kulturschicht dürfte der Eingangsbereich der Höhle damals höchstens eineinhalb bis zwei Meter hoch gewesen sein und damit zu unbequem und kaum geeignet für einen längeren Aufenthalt. Spuren der Kulturschichten sind heute noch stellenweise an den Höhlenwänden zu erkennen.
Anhand der Funde in den verschiedenen Ablagerungsschichten konnten drei voneinander getrennte Zeitperioden festgestellt werden, in denen Menschen die Höhle aufgesucht haben.
In der untersten Kulturschicht, die zur Bronzezeit gehört, wurden die meisten Scherben von Keramikgefäßen gefunden. Diese befanden sich in einer Tiefe von 100 bis 140 Zentimetern und umfassten Teile von mindestens zehn Gefäßen, die Reste von grob getöpferter Gebrauchskeramik, die noch ohne Hilfe der Töpferscheibe hergestellt worden waren. Überwiegend waren es großvolumige Gefäße mit bis zu 36,5 Zentimetern Randdurchmesser. Lediglich ein kleineres krugähnliches Gefäß war darunter.
Unter den Funden befanden sich auch wenige menschliche Knochenreste, wie vier Bruchstücke einer Schädeldecke, der Teil eines Unterkiefers mit zwei völlig abgeschliffenen Backenzähnen, ein einzelner Backenzahn und zwei Bruchstücke von Langknochen. Wegen der Oberflächenbeschaffenheit und des gleichen Erhaltungszustandes dürften sie zu demselben Individuum gehört haben.
Der zweite Aufenthalt von Menschen in der Höhle ist etwa auf 1500 Jahre nach der Bronzezeit zu datieren. Im vordersten Höhlenteil hatte sich das Bodenniveau durch Humus>bildung und Gesteinsschutt noch weiter erhöht. Dadurch befanden sich die Relikte auf einer höheren Ebene, etwa 50 bis 60 Zentimeter unter der Oberfläche. Für einen längeren Aufenthalt war die niedrigere Höhle noch unwirtlicher geworden. So wurden nur Reste von etwa sieben Gefäßen gefunden. Fünf mit einem Durchmesser von 25 bis 29 Zentimetern waren von höherer Qualität und auf der Töpferscheibe hergestellt worden. Bei den beiden anderen Gefäßen handelte es sich um kleines tassenartiges Geschirr mit elf Zentimetern Randdurchmesser. Die Form und Machart der Gefäße deutet auf die Keltenzeit hin.
Funde von einer dritten Besiedlung dürften aus dem Mittelalter stammen. Es handelte sich lediglich um drei Scherben von ein und demselben Tongefäß und um verschiedene Eisengegenstände. Nach diesem dritten, sehr kurzen Aufenthalt von Menschen geriet die Höhle wieder in Vergessenheit. Der Eingang wurde durch Hangschutt und Humusablagerungen mehr und mehr zugeschüttet. Bis zur Entdeckung durch Bing blieb die Höhle etwa 750 Jahre unberührt.
Bei den Ausgrabungen durch Bing wurden in den teilweise bis zu 1,8 m hohen Sedimenten im Eingangsbereich auch die Überreste von Tieren gefunden. Bei den Knochenfunden handelte es sich um die des Bibers, Dachses, Hirsches, Hundes, Iltisses, der Katze, des Rehs, Schneehasen, Schweins, Wiesels, Wisents und der Ziege. Außerdem wurden viele Vogelknochen, darunter die Klauen eines großen Adlers, und Fischreste gefunden. Teilweise lebten die Tiere in der Höhle und verendeten dort oder sie wurden als Nahrungsmittel durch die Menschen in die Höhle geschafft. Überreste vom Höhlenbären hat man erstaunlicherweise nicht gefunden, obwohl diese in den anderen fränkischen Höhlen sehr verbreitet waren.

## Flora und Fauna

### Lampenflora

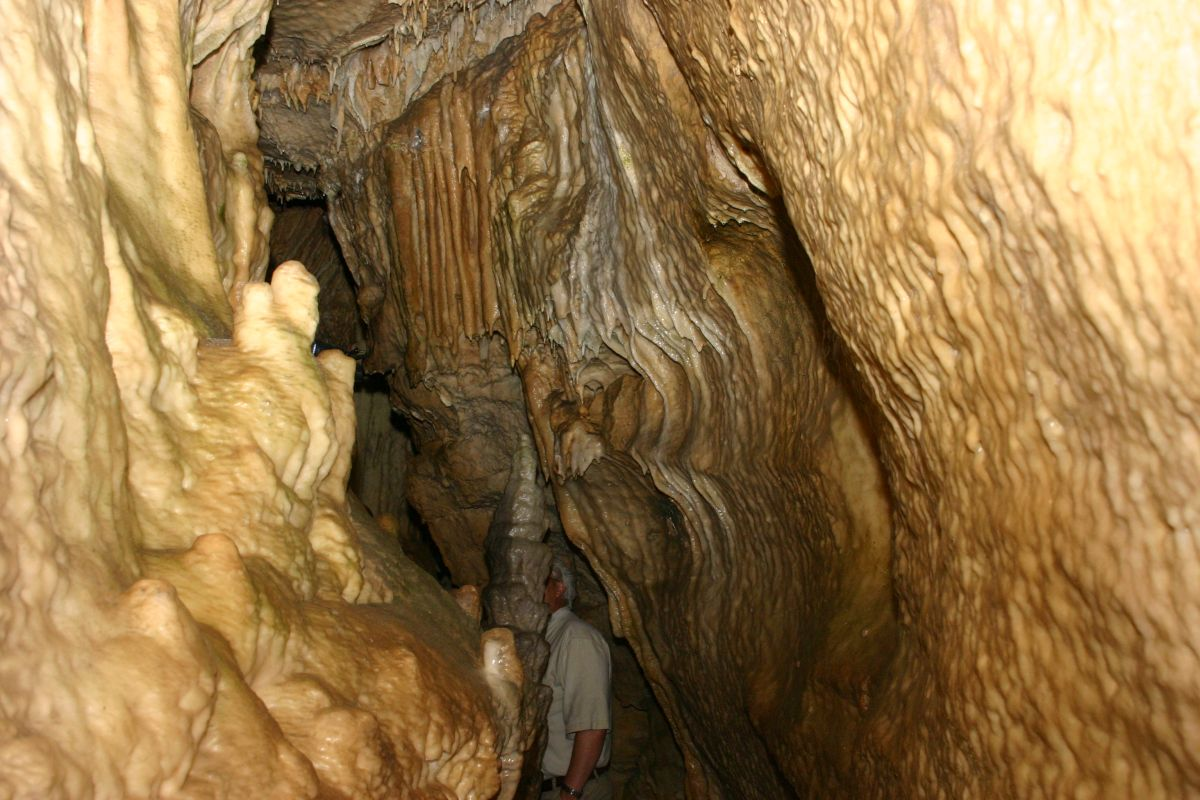
Fließfacetten im Bereich der Nixengrotte

Das Eindringen von Pflanzen in den Tiefenbereich einer Höhle ist wegen der absoluten Dunkelheit verwehrt. Bei Schauhöhlen bietet die künstliche Beleuchtung der Pflanzenwelt allerdings auch weit entfernt vom Höhleneingang eine Existenzmöglichkeit. Diese Pflanzengemeinschaft wird als Lampenflora bezeichnet und setzt sich überwiegend aus Moos- und Farnarten zusammen. Die Sporen gelangen mit Sickerwasser aus der Erdoberfläche durch Klüfte in die Höhle. Zur Verbreitung der Pflanzen tragen auch die Höhlenbesucher bei. Jedoch haben anspruchsvolle Blütenpflanzen kaum eine Überlebenschance und treten deswegen nur selten in der Form von blassen, kurzlebigen Keimlingen in Erscheinung.
Die Höhle und die Tropfsteine wurden 2004/2005 während der Sanierung grundlegend von den Pflanzen gereinigt, so dass diese jetzt nur noch vereinzelt anzutreffen sind. Vor der Reinigung konnten fünf verschiedene Moosarten nachgewiesen werden, von denen das Spaltzahnmoos die häufigste Art war. Es gab auch zwei Farnarten, den Braunen Streifenfarn und den Zerbrechlichen Blasenfarn. Untersuchungen im Jahr 1989 zeigten, dass im Bereich der Tropfsteingalerie 93 Prozent aller Lampen dicht von Lampenflora umgeben waren. In tieferen Regionen der Höhle, in der Kellermannsgrotte und im Kerzensaal, wiesen 75 Prozent aller vorhandenen Lampen eine dichte Lampenflora auf. Ein fortgeschrittener Vergrünungsprozess führt unweigerlich zu erheblichen Schäden an den Tropfsteinen. Im Rahmen der Sanierungsarbeiten wurde auch die elektrische Beleuchtung teilweise durch LED-Technik ersetzt, um der Lampenflora entgegenzuwirken.

### Höhlentiere

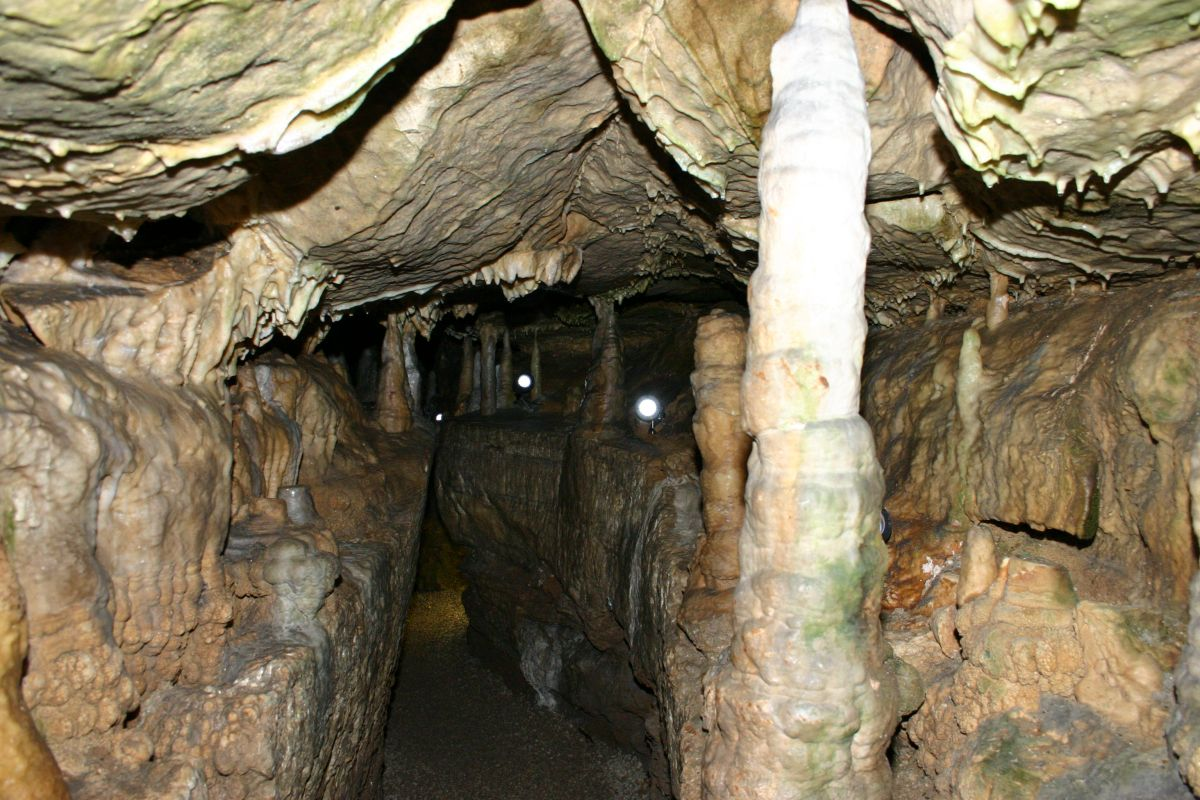
Kellermannsgrotte

Es wurden bisher 27 verschiedene Tierarten in der Binghöhle nachgewiesen. Nicht bei allen handelt es sich um echte Höhlentiere, viele davon können auch außerhalb der Höhle existieren. Höhlenfremde Tiere geraten nur zufällig in die Höhle, weil sie sich dorthin verirren. Diese Tiere gehen bald zugrunde, da die Höhle nicht ihrem eigentlichen Lebensraum entspricht. Es finden sich auch einige Tierarten, die sich dort nur saisonal aufhalten und sich nicht an das Höhlenleben anpassen, zum Beispiel Schmetterlinge. Einige Nachtfalterarten suchen jedoch bereits im Spätsommer gezielt die Binghöhle auf, wie der Wegdornspanner und die Zackeneule, um dort in der Nähe des Eingangs in großer Zahl zu überwintern. Die überlebenden Falter verlassen erst im Frühjahr für die Eiablage die Höhle wieder.
Die größte Gruppe der Tierarten in der Binghöhle gehören zu den Höhlenfreunden (Troglophilen), die ihr gesamtes Leben in der Höhle verbringen; sie können aber auch in der Außenwelt existieren. Dazu zählen die Höhlenspinnen und die Pilzmücken. Zu den häufigsten Bewohnern der Binghöhle gehören die bereits genannten Springschwänze mit einer Größe von einem bis zwei Millimetern. Diese Tiere leben vorwiegend auf der Wasseroberfläche der zahlreichen Sinterbecken. Es konnten in der Binghöhle bisher sieben verschiedene Springschwanzarten nachgewiesen werden.
Die Binghöhle beherbergt drei Tierarten, die immer Gefangene der Unterwelt sind. Es handelt sich um echte Höhlentiere, die sich hochspezifisch an das Höhlenleben angepasst haben und nicht mehr an der Erdoberfläche überleben könnten, nämlich eine Springschwanzart, eine Spinne und ein Krebs. Der Grundwasserkrebs Bathynella stellt die größte Besonderheit dar. Dieses bizarre Tier lebt in der Kristallgrotte in einem Wasserbecken. Das lebende Fossil gilt als Abkömmling einer Tiergruppe, die schon vor 350 Millionen Jahren im Zeitalter des Karbon reich entfaltet war. Lange glaubten die Paläontologen, dass diese Krebse schon seit vielen Millionen Jahren ausgestorben seien. Der Krebs zählt mit einer Körperlänge von einem Millimeter zu den Winzlingen unter den echten Höhlentieren und ist deswegen nur sehr schwer aufzuspüren.

### Fossilien

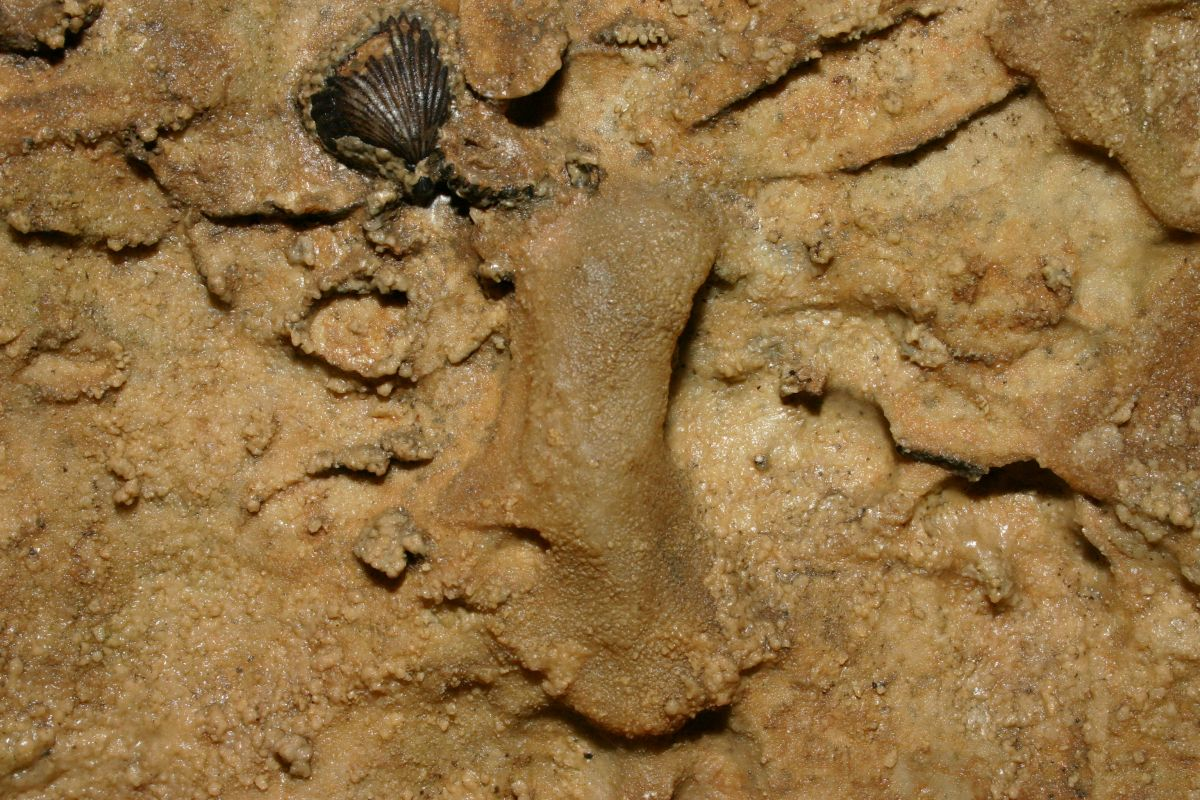
Verkieselte Fossilien

Die Binghöhle weist als Besonderheit im Gegensatz zu den fossilfreien Dolomithöhlen zahlreiche Jurafossilien auf. Es handelt sich dabei hauptsächlich um versteinerte Meeresorganismen. Darunter befinden sich zwei Arten von Armfüßern: Rhynchonellen mit einer gerippten Schalenstruktur und Terebrateln mit weitgehend glatten Schalen. Ebenso häufig finden sich auch Gehäusefragmente und isolierte Stacheln von Seeigeln, im Bereich der Prinz-Ludwig-Grotte auch Stielglieder und Seelilien. Zu den häufigen Fossilien zählen auch die Überreste von Belemniten, die mit den heutigen Sepien und Kalmaren verwandt sind. Von diesen Tintenfischen blieben nur die spitz-konisch geformten Rostren als Teil des Innenskeletts übrig.

## Tourismus

### Führungen
Die Führungen in der Binghöhle gehen über gut begehbare Wege und Treppen in die einzelnen Abteilungen und an den Tropfsteinformationen vorbei. Am Ende der Höhle geht es 55 Treppenstufen nach oben zum Ausgang am Parkplatz. Von dort sind es etwa 300 m zurück zum Eingang. Eine Führung dauert 30 bis 40 Minuten. Dabei wird ein Weg von etwa 300 m zurückgelegt. Es werden auch Sonderführungen für Kinder durchgeführt wie die Märchenführung oder die Abenteuerführung.

### Besucherzahlen
Im ersten Jahr als Schauhöhle kamen über 7000 Besucher. Von da an nahmen die Besucherzahlen regelmäßig zu, mit gelegentlichen Rückgängen wie zu Beginn der 1930er Jahre, bedingt durch die Weltwirtschaftskrise. Nach dem Zweiten Weltkrieg setzte wieder ein verstärkter Höhlenbesuch ein. Lange Zeit bewegten sich die Besucherzahlen zwischen 30.000 und 50.000 pro Jahr mit gelegentlichen Spitzen von bis zu 70.000 Besuchern. In den 1980er Jahren lagen die Besucherzahlen fast durchwegs über 40.000, nur 1985 und 1986 wurde diese Zahl unterschritten. Anfang der 1990er Jahre erlebte die Höhle einen erneuten Aufschwung mit jährlich über 50.000 Besuchern. 1991 kamen 54.436 und 1995 54.464 Besucher, das waren die höchsten Besucherzahlen der letzten 25 Jahre. Danach gingen die Zahlen, wie bei vielen anderen Schauhöhlen, zurück. Im Jahr 2003 war mit 30.798 Besuchern der Tiefpunkt der letzten 25 Jahre erreicht. Bedingt durch das hundertjährige Jubiläum der Höhle im Jahre 2005, bei dem auch Sonderführungen angeboten wurden, kamen 44.700. Im Jahre 2011 kamen 31.851 Besucher. In den Jahren 2007 bis 2011 besuchten im Jahresdurchschnitt 34.407 Besucher die Höhle. Mit diesen Werten befindet sich die Binghöhle im oberen Mittelfeld bei den Schauhöhlen in Deutschland. Bei den fränkischen Höhlen nimmt sie hinter der Teufelshöhle (153.900 Besucher im Durchschnitt der Jahre 2007 bis 2011) den zweiten Platz ein. Insgesamt kamen in den letzten 30 Jahren etwa 1,2 Millionen Besucher, was einen jährlichen Durchschnitt von etwa 42.000 bedeutet.

## Geotop
Die Höhle ist vom Bayerischen Landesamt für Umwelt als Geotop 474H006 und Naturdenkmal ausgewiesen. Siehe hierzu auch die Liste der Geotope im Landkreis Forchheim.